# Segunda División de España 2022-23
La Segunda División de España 2022-23 (LaLiga SmartBank por patrocinio) fue la 92.ª edición de la Segunda División de España de fútbol. El torneo lo organizó la Liga de Fútbol Profesional.
Esta temporada contó con un equipo debutante en la categoría, el F. C. Andorra. También ascendieron desde la Primera División RFEF los clubes Racing de Santander, Albacete Balompié y Villarreal C.F. "B", equipo filial del Villarreal.

## Sistema de competición
La Segunda División de España 2022-23 estará organizada por la Liga Nacional de Fútbol Profesional (LFP).
Como en temporadas precedentes, constará de un grupo único integrado por 22 clubes de toda la geografía española. Siguiendo un sistema de liga, los 22 equipos se enfrentarán todos contra todos en dos ocasiones —una en campo propio y otra en campo contrario— sumando un total de 42 jornadas. El orden de los encuentros se decide por sorteo antes de empezar la competición.
La clasificación final se establece con arreglo a los puntos obtenidos en cada enfrentamiento a razón de tres por partido ganado, uno por empatado y ninguno en caso de derrota. Si al finalizar el campeonato dos equipos igualasen a puntos, los mecanismos para desempatar la clasificación son los siguientes:
1. El que tenga una mayor diferencia entre goles a favor y en contra en los enfrentamientos entre ambos.
2. Si persiste el empate, se tendrá en cuenta la diferencia de goles a favor y en contra en todos los encuentros del campeonato.

Si el empate a puntos se produce entre tres o más clubes, los sucesivos mecanismos de desempate son los siguientes:
1. La mejor puntuación de la que a cada uno corresponda a tenor de los resultados de los partidos jugados entre sí por los clubes implicados.
2. La mayor diferencia de goles a favor y en contra, considerando únicamente los partidos jugados entre sí por los clubes implicados.
3. La mayor diferencia de goles a favor y en contra teniendo en cuenta todos los encuentros del campeonato.
4. El mayor número de goles a favor teniendo en cuenta todos los encuentros del campeonato.
5. El club mejor clasificado con arreglo a los baremos de fair play.

### Efectos de la clasificación
El equipo que más puntos sume al final del campeonato será proclamado campeón de la Liga de Segunda División y obtendrá automáticamente el ascenso a Primera División para la próxima temporada, junto con el subcampeón. Los cuatro siguientes clasificados disputarán un play-off por eliminación directa a doble partido —ida y vuelta— cuyo vencedor final obtendrá también el ascenso de categoría. En ninguno de los casos anteriores se tendrán en cuenta los equipos filiales para determinar las plazas de ascenso. Los tres últimos clasificados de Primera División sustituirán en Segunda a los tres ascendidos.
Por su parte, los cuatro últimos clasificados de Segunda División —puestos del 19.º al 22.º— descenderán a la Primera División RFEF. Desde Primera División RFEF ascenderán cuatro equipos.

## Equipos participantes

### Equipos por comunidad autónoma
| N.° | Comunidad autónoma / País | Equipos                                           |
| --- | ------------------------- | ------------------------------------------------- |
| 3   | Castilla y León           | Burgos C. F., C. D. Mirandés y S. D. Ponferradina |
| 2   | Andalucía                 | Málaga C. F. y Granada C. F.                      |
| 2   | Aragón                    | Real Zaragoza y S. D. Huesca                      |
| 2   | Asturias                  | Real Oviedo y Sporting de Gijón                   |
| 2   | Comunidad Valenciana      | Levante U. D. y Villarreal C. F. "B"              |
| 2   | Islas Canarias            | U. D. Las Palmas y C. D. Tenerife                 |
| 2   | País Vasco                | Deportivo Alavés y S. D. Eibar                    |
| 1   | Andorra                   | F. C. Andorra                                     |
| 1   | Cantabria                 | Racing de Santander                               |
| 1   | Castilla-La Mancha        | Albacete Balompié                                 |
| 1   | Comunidad de Madrid       | C. D. Leganés                                     |
| 1   | Galicia                   | C. D. Lugo                                        |
| 1   | Islas Baleares            | U. D. Ibiza                                       |
| 1   | Región de Murcia          | F. C. Cartagena                                   |

### Ascensos y descensos
Un total de 22 equipos disputan la liga, incluyendo quince equipos de la temporada anterior, cuatro ascendidos de Primera RFEF y tres descendidos de Primera División.
| Pos. | Ascendidos a 1.ª División |
| ---- | ------------------------- |
| 1º   | U. D. Almería             |
| 2º   | Real Valladolid C. F.     |
| 6º   | Girona F. C.              |

| Pos. | Descendidos de 1.ª División |
| ---- | --------------------------- |
| 18.º | Granada C. F.               |
| 19.º | Levante U. D.               |
| 20.º | Deportivo Alavés            |

| Pos. | Descendidos a 1.ª Federación |
| ---- | ---------------------------- |
| 19.º | S. D. Amorebieta             |
| 20.º | Real Sociedad "B"            |
| 21.º | C. F. Fuenlabrada            |
| 22.º | A. D. Alcorcón               |

| Pos.    | Ascendidos de Primera RFEF |
| ------- | -------------------------- |
| 1º (I)  | Racing de Santander        |
| 1º (II) | F. C. Andorra              |
| 2º (II) | Villarreal C. F. "B"       |
| 3º (II) | Albacete Balompié          |

### Información de los equipos
| Equipo              | Ciudad                     | Entrenador                       | Capitán             | Estadio                   | Aforo  | Proveedor | Patrocinador principal (en la equipación)      | Otros patrocinadores (en la equipación)                                                                   | Límite salarial (en millones de €) |
| ------------------- | -------------------------- | -------------------------------- | ------------------- | ------------------------- | ------ | --------- | ---------------------------------------------- | --- | ---------------------------------- |
| Alavés              | Vitoria                    | Luis García Plaza                | Manu García         | Mendizorroza              | 19 840 | Puma      | Lea                                            | 2 patrocinadores Integra Energía InnJoo                                                                   | 42,858                             |
| Albacete            | Albacete                   | Rubén Albés                      | Rafael Gálvez       | Carlos Belmonte           | 18 000 | Adidas    | Iner Energía                                   | |                                    |
| Andorra             | Andorra la Vieja           | Eder Sarabia                     | Martí Riverola      | Estadi Nacional           | 3 306  | Nike      | MoraBanc                                       | |                                    |
| Burgos              | Burgos                     | Julián Calero                    | Eneko Undabarrena   | El Plantío                | 12 642 | Adidas    | Reale Seguros                                  | | 5,502                              |
| Cartagena           | Cartagena                  | Luis Carrión                     | Marc Martínez       | Cartagonova               | 15 105 | Adidas    | Talasur Group                                  | Jimbee | 6,142                              |
| Eibar               | Éibar                      | Gaizka Garitano                  | Anaitz Arbilla      | Municipal de Ipurúa       | 8 164  | Joma      | Eibho                                          | | 30,156                             |
| Granada             | Granada                    | Paco López                       | Víctor Díaz         | Nuevo Los Cármenes        | 19 336 | Adidas    |                                                | 1 patrocinador Caja Rural de Granada                                                                      |                                    |
| Huesca              | Huesca                     | José Ángel Ziganda               | Jorge Pulido        | El Alcoraz                | 9 200  | Nike      | Huesca La Magia                                | 1 patrocinador Bodega Sommos                                                                              | 18,667                             |
| Ibiza               | Ibiza                      | Lucas Alcaraz                    | David Morillas      | Can Misses                | 4 500  | Puma      | Power Electronics                              | | 7,617                              |
| Las Palmas          | Las Palmas de Gran Canaria | Francisco Javier García Pimienta | Jonathan Viera      | Gran Canaria              | 32 400 | Hummel    | Gran Canaria                                   | 5 patrocinadores Kalise IOC Islas Canarias DISA beCordial                                                 | 11,967                             |
| Leganés             | Leganés                    | Carlos Martínez INT              | Kenneth Omeruo      | Butarque                  | 12 450 | Joma      | Blue Crow Sports Group y Rainbow Sports Global | 3 patrocinadores Ynsadiet KFC Vitaldent                                                                   | 26,443                             |
| Levante             | Valencia                   | Javi Calleja                     | Sergio Postigo      | Ciutat de València        | 26 354 | Macron    | Marcos Automoción                              | 2 patrocinadores Baleària Sesderma                                                                        | 32,108                             |
| Lugo                | Lugo                       | Iñigo Vélez                      | Xavi Torres         | Anxo Carro                | 7 114  | Kappa     | Estrella Galicia 0,0                           | Abanca | 4,872                              |
| Málaga              | Málaga                     | Sergio Pellicer                  | Luis Muñoz          | La Rosaleda               | 30 044 | Hummel    | Sabor a Málaga                                 | 2 patrocinadores Benahavís BeSoccer                                                                       | 12,789                             |
| Mirandés            | Miranda de Ebro            | Joseba Etxeberria                | Raúl Lizoain        | Anduva                    | 5 759  | Adidas    | Miranda Empresas                               | 2 patrocinadores Fitogether Sernivel3                                                                     | 5,701                              |
| Real Oviedo         | Oviedo                     | Álvaro Cervera                   | Borja Bastón        | Carlos Tartiere           | 30 500 | Adidas    | DIGI                                           | 7 patrocinadores Oviedo, origen del camino Tartiere Auto Integra Energía Alimerka W3 FanSports Exiom Biow | 9,595                              |
| Ponferradina        | Ponferrada                 | Juanfran García                  | Yuri de Souza       | El Toralín                | 8 400  | Adidas    | TviTec                                         | Grupo Valcarce                                                                                            | 5,834                              |
| Racing de Santander | Santander                  | José Alberto López               | Íñigo Sainz-Maza    | El Sardinero              | 22 222 | Austral   | Plenitude                                      | 5 Patrocinadores El Buen Pastor Irons Grill Burger Banco Santander Camarsa Café Dromedario                | 5,502                              |
| Sporting de Gijón   | Gijón                      | Miguel Ángel Ramírez             | Diego Mariño        | El Molinón                | 30 000 | Puma      | Integra Energía                                | 2 patrocinadores Alimerka William Hill                                                                    | 9,751                              |
| Tenerife            | Santa Cruz de Tenerife     | Luis Miguel Ramis                | Suso Santana        | Heliodoro Rodríguez López | 24 000 | Hummel    | Tenerife despierta emociones                   | Air Europa                                                                                                | 9,117                              |
| Villarreal B        | Villarreal                 | Miguel Álvarez Jurado            | Adrián de la Fuente | Estadio de la Cerámica    | 23 500 | Joma      | Pamesa Cerámica                                | Endavant                                                                                                  | 145,242                            |
| Real Zaragoza       | Zaragoza                   | Fran Escribá                     | Alberto Zapater     | La Romareda               | 33 608 | Adidas    | Caravan Fragancias                             | Ámbar 0,0                                                                                                 | 5,708                              |

Notas

### Cambios de entrenadores
| Equipo            | Entrenador (Jornadas)           | Fecha de vacante         | Tipo de salida     | Posición en la tabla | Entrenador entrante           | Fecha de nombramiento    |
| ----------------- | ------------------------------- | ------------------------ | ------------------ | -------------------- | ----------------------------- | ------------------------ |
| Alavés            | Julio Velázquez                 | 23 de mayo de 2022       | Final de contrato  | Pretemporada         | Luis García Plaza             | 23 de mayo de 2022       |
| Lugo              | Rubén Albés                     | 23 de mayo de 2022       | Final de contrato  | Pretemporada         | Hernán Pérez                  | 16 de junio de 2022      |
| Ponferradina      | Jon Pérez Bolo                  | 27 de mayo de 2022       | Final de contrato  | Pretemporada         | José Manuel Gomes             | 13 de junio de 2022      |
| Zaragoza          | Juan Ignacio Martínez           | 30 de mayo de 2022       | Final de contrato  | Pretemporada         | Juan Carlos Carcedo           | 31 de mayo de 2022       |
| Ibiza             | Paco Jémez                      | 31 de mayo de 2022       | Final de contrato  | Pretemporada         | Javier Baraja                 | 8 de junio de 2022       |
| Leganés           | Mehdi Nafti                     | 5 de junio de 2022       | Final de contrato  | Pretemporada         | Imanol Idiakez                | 6 de junio de 2022       |
| Real Oviedo       | José Angel Ziganda              | 8 de junio de 2022       | Final de contrato  | Pretemporada         | Jon Pérez Bolo                | 15 de junio de 2022      |
| Levante           | Alessio Lisci                   | 12 de junio de 2022      | Final de contrato  | Pretemporada         | Mehdi Nafti                   | 12 de junio de 2022      |
| Huesca            | Xisco Muñoz                     | 13 de junio de 2022      | Final de contrato  | Pretemporada         | José Ángel Ziganda            | 13 de junio de 2022      |
| Albacete          | Rubén de la Barrera             | 15 de junio de 2022      | Mutuo acuerdo      | Pretemporada         | Rubén Albés                   | 27 de junio de 2022      |
| Málaga            | Pablo Guede (1-6)               | 20 de septiembre de 2022 | Destituido         | 21º                  | Pepe Mel (7-24)               | 21 de septiembre de 2022 |
| Levante           | Mehdi Nafti (1-9)               | 10 de octubre de 2022    | Destituido         | 14º                  | Felipe Miñambres INT (10-11)  | 10 de octubre de 2022    |
| Real Oviedo       | Jon Pérez Bolo (1-11)           | 16 de octubre de 2022    | Destituido         | 19º                  | Álvaro Cervera (12-)          | 18 de octubre de 2022    |
| Levante           | Felipe Miñambres INT (10-11)    | 16 de octubre de 2022    | Fin de interinidad | 9º                   | Javi Calleja (12-)            | 16 de octubre de 2022    |
| Ibiza             | Javier Baraja (1-12)            | 23 de octubre de 2022    | Destituido         | 20º                  | Juan Antonio Anquela (13-)    | 24 de octubre de 2022    |
| Zaragoza          | Juan Carlos Carcedo (1-15)      | 6 de noviembre de 2022   | Destituido         | 16º                  | Fran Escribá (16-)            | 7 de noviembre de 2022   |
| Granada           | Aitor Karanka (1-15)            | 8 de noviembre de 2022   | Destituido         | 8º                   | Paco López (16-)              | 9 de noviembre de 2022   |
| Ponferradina      | José Manuel Gomes (1-16)        | 19 de noviembre de 2022  | Dimisión           | 18º                  | David Gallego (17-)           | 21 de noviembre de 2022  |
| Lugo              | Hernán Pérez (1-16)             | 21 de noviembre de 2022  | Destituido         | 19º                  | Fran Justo (17-)              | 23 de noviembre de 2022  |
| Ibiza             | Juan Antonio Anquela (13-16)    | 23 de noviembre de 2022  | Destituido         | 21º                  | Carlos Sánchez (17) INT       | 23 de noviembre de 2022  |
| Ibiza             | Carlos Sánchez (17) INT         | 28 de noviembre de 2022  | Fin de interinidad | 22º                  | Lucas Alcaraz (18-)           | 28 de noviembre de 2022  |
| Racing            | Guillermo Fernández Romo (1-20) | 12 de diciembre de 2022  | Destituido         | 19º                  | José Alberto López (21-...)   | 13 de diciembre de 2022  |
| Sporting de Gijón | Abelardo Fernández (1-23)       | 15 de enero de 2023      | Destituido         | 14º                  | Miguel Ángel Ramírez (24-...) | 18 de enero de 2023      |
| Málaga CF         | Pepe Mel (7-24)                 | 25 de enero de 2023      | Destituido         | 20º                  | Sergio Pellicer (25-...)      | 25 de enero de 2023      |
| Lugo              | Fran Justo (17-25)              | 31 de enero de 2023      | Destituido         | 21º                  | Joan Carrillo (26-)           | 1 de febrero de 2023     |
| Lugo              | Joan Carrillo (26-30)           | 6 de marzo de 2023       | Destituido         | 22º                  | Iñigo Vélez (31-...)          | 7 de marzo de 2023       |
| Leganés           | Imanol Idiakez (1-34)           | 4 de abril de 2023       | Destituido         | 17º                  | Carlos Martínez INT (35-...)  | 4 de abril de 2023       |
| Ponferradina      | David Gallego (17-35)           | 10 de abril de 2023      | Destituido         | 19º                  | Juanfran García (36-...)      | 10 de abril de 2023      |

## Árbitros
1. Ais Reig, Saúl
2. Arcediano Monescillo, Dámaso
3. Ávalos Barrera, Rubén
4. Busquets Ferrer, Mateo
5. Caparrós Hernández, Iván
6. Cordero Vega, Adrián
7. de la Fuente Ramos, Oliver
8. Fuentes Molina, Andrés
9. Galech Apezteguía, Iosu
10. Galvez Rascón, David
11. García Verdura, Víctor
12. González Esteban, Jon Ander
13. González Francés, Raúl Martín
14. Gorostegui Fernández-Ortega, Aitor
15. Guzmán Mansilla, José Luis
16. Hernández Maeso, Francisco José
17. López Toca, José Antonio
18. Milla Alvéndiz, Luis Mario
19. Moreno Aragón, Álvaro
20. Quintero González, Alejandro
21. Sánchez López, Rafael
22. Trujillo Suárez, Daniel Jesús

Fuente: https://www.rfef.es/sites/default/files/images19/03_a2_20-06-2022_a_las_13.48.32.pdf

## Clasificación
| Pos. | Equipo                 | Pts. | PJ | G  | E  | P  | GF | GC | Dif. | Ascenso o Descenso            |
| ---- | ---------------------- | ---- | -- | -- | -- | -- | -- | -- | ---- | ----------------------------- |
| 1    | Granada C. F. (C, A)   | 75   | 42 | 22 | 9  | 11 | 55 | 30 | +25  | Ascenso a Primera División    |
| 2    | U. D. Las Palmas (A)   | 72   | 42 | 18 | 18 | 6  | 49 | 29 | +20  | Ascenso a Primera División    |
| 3    | Levante U. D.          | 72   | 42 | 18 | 18 | 6  | 46 | 30 | +16  | Acceso a Play-offs de ascenso |
| 4    | Deportivo Alavés (A)   | 71   | 42 | 19 | 14 | 9  | 47 | 33 | +14  | Acceso a Play-offs de ascenso |
| 5    | S. D. Eibar            | 71   | 42 | 19 | 14 | 9  | 45 | 36 | +9   | Acceso a Play-offs de ascenso |
| 6    | Albacete Balompié      | 67   | 42 | 17 | 16 | 9  | 58 | 47 | +11  | Acceso a Play-offs de ascenso |
| 7    | F. C. Andorra          | 59   | 42 | 16 | 11 | 15 | 47 | 37 | +10  |                               |
| 8    | Real Oviedo            | 59   | 42 | 16 | 11 | 15 | 34 | 35 | −1   |                               |
| 9    | F. C. Cartagena        | 58   | 42 | 16 | 10 | 16 | 47 | 49 | −2   |                               |
| 10   | C. D. Tenerife         | 57   | 42 | 14 | 15 | 13 | 42 | 37 | +5   |                               |
| 11   | Burgos C. F.           | 54   | 42 | 13 | 15 | 14 | 33 | 35 | −2   |                               |
| 12   | Racing de Santander    | 54   | 42 | 14 | 12 | 16 | 39 | 40 | −1   |                               |
| 13   | Real Zaragoza          | 53   | 42 | 12 | 17 | 13 | 40 | 39 | +1   |                               |
| 14   | C. D. Leganés          | 53   | 42 | 14 | 11 | 17 | 37 | 42 | −5   |                               |
| 15   | S. D. Huesca           | 52   | 42 | 11 | 19 | 12 | 36 | 36 | 0    |                               |
| 16   | C. D. Mirandés         | 52   | 42 | 13 | 13 | 16 | 48 | 54 | −6   |                               |
| 17   | Sporting de Gijón      | 50   | 42 | 11 | 17 | 14 | 43 | 48 | −5   |                               |
| 18   | Villarreal C. F. "B"   | 50   | 42 | 13 | 11 | 18 | 49 | 55 | −6   |                               |
| 19   | S. D. Ponferradina (D) | 44   | 42 | 9  | 17 | 16 | 40 | 53 | −13  | Descenso a 1.ª Federación     |
| 20   | Málaga C. F. (D)       | 44   | 42 | 10 | 14 | 18 | 37 | 44 | −7   | Descenso a 1.ª Federación     |
| 21   | U. D. Ibiza (D)        | 34   | 42 | 7  | 13 | 22 | 33 | 66 | −33  | Descenso a 1.ª Federación     |
| 22   | C. D. Lugo (D)         | 31   | 42 | 6  | 13 | 23 | 27 | 57 | −30  | Descenso a 1.ª Federación     |

 Fuente: La Liga
Criterios de clasificación: Puntos · Enfrentamientos directos · Diferencia de goles · Goles a favor · Puntos fair-play · Play-off.

### Evolución de la clasificación
| Jornada / Equipo | 1  | 2  | 3  | 4  | 5  | 6  | 7  | 8  | 9  | 10 | 11 | 12 | 13 | 14 | 15 | 16 | 17 | 18 | 19 | 20 | 21 | 22 | 23 | 24 | 25 | 26 | 27 | 28 | 29 | 30 | 31 | 32 | 33 | 34 | 35 | 36 | 37 | 38 | 39 | 40 | 41 | 42 |
| Jornada / Equipo |    |    |    |    |    |    |    |    |    |    |    |    |    |    |    |    |    |    |    |    |    |    |    |    |    |    |    |    |    |    |    |    |    |    |    |    |    |    |    |    |    |    |
| ---------------- | -- | -- | -- | -- | -- | -- | -- | -- | -- | -- | -- | -- | -- | -- | -- | -- | -- | -- | -- | -- | -- | -- | -- | -- | -- | -- | -- | -- | -- | -- | -- | -- | -- | -- | -- | -- | -- | -- | -- | -- | -- | -- |
| Granada          | 1  | 1  | 1  | 2  | 6  | 3  | 5  | 7  | 9  | 5  | 8  | 4  | 6  | 7  | 8  | 6  | 8  | 7  | 7  | 6  | 6  | 5  | 7  | 7  | 6  | 5  | 4  | 5  | 5  | 3  | 3  | 2  | 2  | 3  | 3  | 2  | 3  | 2  | 3  | 1  | 1  | 1  |
| Las Palmas       | 12 | 4  | 2  | 3  | 1  | 2  | 1  | 2  | 2  | 1  | 1  | 1  | 1  | 3  | 2  | 3  | 2  | 1  | 1  | 2  | 1  | 2  | 2  | 2  | 1  | 1  | 1  | 1  | 1  | 1  | 2  | 3  | 3  | 2  | 2  | 3  | 4  | 5  | 1  | 2  | 2  | 2  |
| Levante          | 13 | 13 | 10 | 11 | 5  | 10 | 11 | 12 | 14 | 11 | 10 | 7  | 4  | 6  | 4  | 4  | 4  | 4  | 5  | 3  | 3  | 3  | 3  | 3  | 3  | 2  | 2  | 3  | 2  | 4  | 4  | 4  | 4  | 5  | 5  | 5  | 5  | 3  | 5  | 5  | 4  | 3  |
| Alavés           | 4  | 3  | 4  | 5  | 2  | 1  | 2  | 1  | 1  | 2  | 2  | 2  | 2  | 2  | 1  | 1  | 1  | 3  | 3  | 5  | 5  | 4  | 5  | 4  | 4  | 4  | 3  | 2  | 3  | 5  | 5  | 5  | 5  | 4  | 4  | 4  | 2  | 4  | 4  | 3  | 3  | 4  |
| Eibar            | 6  | 7  | 3  | 8  | 3  | 5  | 3  | 4  | 6  | 4  | 6  | 8  | 5  | 4  | 5  | 5  | 7  | 6  | 4  | 1  | 2  | 1  | 1  | 1  | 2  | 3  | 5  | 4  | 4  | 2  | 1  | 1  | 1  | 1  | 1  | 1  | 1  | 1  | 2  | 4  | 5  | 5  |
| Albacete         | 5  | 8  | 5  | 1  | 4  | 8  | 9  | 5  | 7  | 7  | 5  | 6  | 8  | 8  | 9  | 12 | 9  | 10 | 13 | 8  | 7  | 8  | 6  | 6  | 5  | 6  | 6  | 6  | 6  | 6  | 6  | 6  | 6  | 6  | 7  | 6  | 6  | 6  | 6  | 6  | 6  | 6  |
| Andorra          | 7  | 12 | 15 | 14 | 14 | 9  | 10 | 6  | 8  | 10 | 11 | 12 | 11 | 9  | 10 | 8  | 6  | 8  | 8  | 9  | 10 | 9  | 10 | 10 | 11 | 15 | 17 | 13 | 14 | 14 | 13 | 12 | 11 | 10 | 11 | 9  | 8  | 11 | 12 | 9  | 9  | 7  |
| Oviedo           | 20 | 11 | 8  | 10 | 10 | 14 | 14 | 16 | 16 | 18 | 19 | 16 | 18 | 19 | 16 | 16 | 15 | 14 | 14 | 16 | 14 | 15 | 13 | 14 | 15 | 12 | 12 | 14 | 15 | 18 | 18 | 16 | 16 | 16 | 15 | 14 | 10 | 9  | 8  | 8  | 7  | 8  |
| Cartagena        | 15 | 10 | 6  | 12 | 8  | 4  | 4  | 3  | 3  | 6  | 4  | 5  | 7  | 5  | 6  | 7  | 5  | 5  | 6  | 7  | 8  | 10 | 9  | 9  | 9  | 10 | 9  | 8  | 8  | 8  | 8  | 8  | 7  | 7  | 6  | 7  | 7  | 7  | 7  | 7  | 8  | 9  |
| Tenerife         | 18 | 17 | 20 | 16 | 17 | 16 | 15 | 15 | 15 | 14 | 12 | 13 | 14 | 17 | 15 | 14 | 14 | 16 | 15 | 15 | 17 | 17 | 17 | 16 | 13 | 9  | 11 | 10 | 11 | 12 | 14 | 11 | 12 | 12 | 14 | 11 | 13 | 12 | 10 | 11 | 10 | 10 |
| Burgos           | 8  | 9  | 11 | 6  | 7  | 6  | 7  | 9  | 5  | 3  | 3  | 3  | 3  | 1  | 3  | 2  | 3  | 2  | 2  | 4  | 4  | 6  | 4  | 5  | 7  | 7  | 7  | 7  | 7  | 7  | 7  | 7  | 8  | 8  | 8  | 8  | 9  | 8  | 9  | 10 | 11 | 11 |
| Racing           | 22 | 21 | 22 | 22 | 20 | 20 | 21 | 20 | 19 | 15 | 15 | 17 | 16 | 16 | 14 | 15 | 17 | 18 | 18 | 19 | 18 | 19 | 18 | 18 | 18 | 18 | 18 | 18 | 18 | 16 | 16 | 17 | 18 | 18 | 18 | 18 | 18 | 16 | 16 | 15 | 16 | 12 |
| Zaragoza         | 14 | 14 | 16 | 19 | 16 | 13 | 17 | 17 | 17 | 19 | 14 | 15 | 13 | 14 | 17 | 17 | 16 | 15 | 16 | 14 | 16 | 16 | 14 | 17 | 16 | 14 | 16 | 17 | 17 | 17 | 15 | 15 | 14 | 15 | 13 | 10 | 11 | 13 | 13 | 14 | 13 | 13 |
| Leganés          | 16 | 19 | 21 | 17 | 19 | 19 | 20 | 22 | 20 | 17 | 18 | 14 | 15 | 13 | 12 | 13 | 11 | 9  | 12 | 12 | 9  | 7  | 8  | 8  | 8  | 8  | 8  | 9  | 9  | 10 | 12 | 14 | 15 | 17 | 16 | 15 | 16 | 17 | 14 | 13 | 12 | 14 |
| Huesca           | 11 | 15 | 17 | 15 | 11 | 15 | 12 | 11 | 10 | 8  | 9  | 10 | 9  | 10 | 7  | 9  | 10 | 11 | 9  | 13 | 11 | 11 | 12 | 12 | 14 | 11 | 10 | 12 | 10 | 9  | 9  | 10 | 10 | 11 | 9  | 12 | 14 | 14 | 17 | 17 | 15 | 15 |
| Mirandés         | 9  | 18 | 19 | 21 | 22 | 22 | 19 | 19 | 21 | 21 | 22 | 22 | 21 | 20 | 20 | 19 | 19 | 17 | 17 | 17 | 15 | 14 | 11 | 15 | 17 | 17 | 15 | 16 | 16 | 13 | 11 | 13 | 13 | 13 | 17 | 16 | 12 | 10 | 11 | 12 | 14 | 16 |
| Sporting         | 10 | 5  | 9  | 4  | 9  | 12 | 6  | 8  | 4  | 9  | 7  | 9  | 10 | 11 | 11 | 11 | 12 | 13 | 11 | 11 | 13 | 12 | 15 | 11 | 12 | 16 | 14 | 15 | 13 | 15 | 17 | 18 | 17 | 14 | 12 | 17 | 17 | 15 | 18 | 18 | 17 | 17 |
| Villarreal "B"   | 2  | 6  | 13 | 7  | 13 | 7  | 8  | 10 | 11 | 12 | 13 | 11 | 12 | 12 | 13 | 10 | 13 | 12 | 10 | 10 | 12 | 13 | 16 | 13 | 10 | 13 | 13 | 11 | 12 | 11 | 10 | 9  | 9  | 9  | 10 | 13 | 15 | 18 | 15 | 16 | 18 | 18 |
| Ponferradina     | 3  | 2  | 7  | 13 | 15 | 11 | 13 | 13 | 12 | 13 | 16 | 18 | 19 | 15 | 18 | 18 | 18 | 20 | 20 | 18 | 20 | 18 | 19 | 19 | 19 | 19 | 19 | 19 | 19 | 19 | 19 | 19 | 19 | 19 | 19 | 20 | 20 | 20 | 20 | 20 | 20 | 19 |
| Málaga           | 19 | 22 | 14 | 18 | 21 | 21 | 22 | 21 | 22 | 22 | 21 | 21 | 22 | 22 | 22 | 22 | 21 | 21 | 21 | 21 | 21 | 21 | 21 | 20 | 20 | 20 | 20 | 20 | 20 | 20 | 20 | 20 | 20 | 20 | 20 | 19 | 19 | 19 | 19 | 19 | 19 | 20 |
| Ibiza            | 21 | 20 | 18 | 20 | 18 | 18 | 18 | 14 | 13 | 16 | 17 | 20 | 20 | 21 | 21 | 21 | 22 | 22 | 22 | 22 | 22 | 22 | 22 | 22 | 22 | 22 | 22 | 22 | 22 | 22 | 22 | 22 | 21 | 21 | 21 | 21 | 21 | 21 | 21 | 21 | 21 | 21 |
| Lugo             | 17 | 16 | 12 | 9  | 12 | 17 | 16 | 18 | 18 | 20 | 20 | 19 | 17 | 18 | 19 | 20 | 20 | 19 | 19 | 20 | 19 | 20 | 20 | 21 | 21 | 21 | 21 | 21 | 21 | 21 | 21 | 21 | 22 | 22 | 22 | 22 | 22 | 22 | 22 | 22 | 22 | 22 |

## Resultados
Los horarios corresponden al huso horario de España (Hora central europea): UTC+1 en horario estándar y UTC+2 en horario de verano.
| Jornada 1           | Jornada 1                                                                                               | Jornada 1            | Jornada 1            | Jornada 1    | Jornada 1 | Jornada 1    | Jornada 1         | Jornada 1  | Jornada 1 | Jornada 1 |
| Local               | Resultado                                                                                               | Visitante            | Estadio              | Fecha        | Hora      | Espectadores | Árbitro           | Amonestado | Expulsado |           |
| ------------------- | --- | -------------------- | -------------------- | ------------ | --------- | ------------ | ----------------- | ---------- | --------- | --------- |
| Levante U. D.       | 0 – 0                                                                                                   | S. D. Huesca         | Ciutat de València   | 12 de agosto | 21:00     | 12.677       | González Esteban  | 5          | 1         |           |
| S. D. Eibar         | 2 – 1                                                                                                   | C. D. Tenerife       | Ipurúa               | 13 de agosto | 17:00     | 3.024        | Cordero Vega      | 6          | 0         |           |
| C. D. Mirandés      | 1 – 1 (enlace roto disponible en Internet Archive; véase el historial, la primera versión y la última). | Sporting de Gijón    | Anduva               | 13 de agosto | 19:00     | 3.627        | Gálvez Rascón     | 3          | 0         |           |
| C. D. Leganés       | 1 – 2 (enlace roto disponible en Internet Archive; véase el historial, la primera versión y la última). | Deportivo Alavés     | Butarque             | 13 de agosto | 21:00     | 5.316        | García Verdura    | 6          | 0         |           |
| U. D. Las Palmas    | 0 – 0 (enlace roto disponible en Internet Archive; véase el historial, la primera versión y la última). | Real Zaragoza        | Gran Canaria         | 13 de agosto | 23:00     | 16.106       | Milla Alvendiz    | 8          | 0         |           |
| Racing de Santander | 0 – 2 (enlace roto disponible en Internet Archive; véase el historial, la primera versión y la última). | Villarreal C. F. "B" | El Sardinero         | 14 de agosto | 17:30     | 11.661       | Quintero González | 3          | 0         |           |
| U. D. Ibiza         | 0 – 2 (enlace roto disponible en Internet Archive; véase el historial, la primera versión y la última). | Granada C. F.        | Palladium Can Misses | 14 de agosto | 19:30     | 3.498        | Galech Apezteguía | 3          | 0         |           |
| Burgos C. F.        | 1 – 0 (enlace roto disponible en Internet Archive; véase el historial, la primera versión y la última). | Málaga C. F.         | El Plantío           | 14 de agosto | 22:00     | 6.103        | Trujillo Suárez   | 3          | 0         |           |
| Real Oviedo         | 0 – 1 (enlace roto disponible en Internet Archive; véase el historial, la primera versión y la última). | F. C. Andorra        | Carlos Tartiere      | 15 de agosto | 17:30     | 14.340       | Fuentes Molina    | 2          | 1         |           |
| C. D. Lugo          | 1 – 2 (enlace roto disponible en Internet Archive; véase el historial, la primera versión y la última). | Albacete Balompié    | Anxo Carro           | 15 de agosto | 19:30     | 2.805        | Ais Reig          | 7          | 0         |           |
| F. C. Cartagena     | 2 – 3 (enlace roto disponible en Internet Archive; véase el historial, la primera versión y la última). | S. D. Ponferradina   | Cartagonova          | 15 de agosto | 22:00     | 7.483        | López Toca        | 4          | 0         |           |

| Jornada 2            | Jornada 2                                                                                               | Jornada 2           | Jornada 2                   | Jornada 2    | Jornada 2 | Jornada 2    | Jornada 2            | Jornada 2  | Jornada 2 | Jornada 2 |
| Local                | Resultado                                                                                               | Visitante           | Estadio                     | Fecha        | Hora      | Espectadores | Árbitro              | Amonestado | Expulsado |           |
| -------------------- | --- | ------------------- | --------------------------- | ------------ | --------- | ------------ | -------------------- | ---------- | --------- | --------- |
| Villarreal C. F. "B" | 2 – 2                                                                                                   | S. D. Eibar         | Ciudad Deportiva Villarreal | 19 de agosto | 20:00     | 2.109        | de la Fuente Ramos   | 15         | 0         |           |
| Deportivo Alavés     | 1 – 0                                                                                                   | C. D. Mirandés      | Mendizorroza                | 19 de agosto | 22:00     | 11.310       | Caparrós Hernández   | 5          | 0         |           |
| Sporting de Gijón    | 4 – 1 (enlace roto disponible en Internet Archive; véase el historial, la primera versión y la última). | F. C. Andorra       | El Molinón                  | 20 de agosto | 17:30     | 19.078       | Sánchez López        | 0          | 0         |           |
| Albacete Balompié    | 0 – 0 (enlace roto disponible en Internet Archive; véase el historial, la primera versión y la última). | Burgos C. F.        | Carlos Belmonte             | 20 de agosto | 19:30     | 7.434        | Busquets Ferrer      | 4          | 1         |           |
| Real Zaragoza        | 0 – 0 (enlace roto disponible en Internet Archive; véase el historial, la primera versión y la última). | Levante U. D.       | La Romareda                 | 20 de agosto | 19:30     | 17.418       | González Francés     | 1          | 0         |           |
| Granada C. F.        | 2 – 0 (enlace roto disponible en Internet Archive; véase el historial, la primera versión y la última). | Racing de Santander | Los Cármenes                | 20 de agosto | 22:00     | 12.966       | Arcediano Monescillo | 2          | 0         |           |
| Real Oviedo          | 1 – 0 (enlace roto disponible en Internet Archive; véase el historial, la primera versión y la última). | C. D. Leganés       | Carlos Tartiere             | 21 de agosto | 17:30     | 12.121       | Ávalos Barrera       | 7          | 1         |           |
| S. D. Huesca         | 2 – 3 (enlace roto disponible en Internet Archive; véase el historial, la primera versión y la última). | F. C. Cartagena     | El Alcoraz                  | 21 de agosto | 19:30     | 6.128        | Moreno Aragón        | 6          | 0         |           |
| C. D. Tenerife       | 1 – 1 (enlace roto disponible en Internet Archive; véase el historial, la primera versión y la última). | C. D. Lugo          | Heliodoro Rodríguez López   | 21 de agosto | 22:00     | 11.491       | Gorostegui Fernández | 5          | 2         |           |
| S. D. Ponferradina   | 2 – 1 (enlace roto disponible en Internet Archive; véase el historial, la primera versión y la última). | U. D. Ibiza         | El Toralín                  | 22 de agosto | 20:00     | 5.643        | Guzmán Mansilla      | 5          | 0         |           |
| Málaga C. F.         | 0 – 4 (enlace roto disponible en Internet Archive; véase el historial, la primera versión y la última). | U. D. Las Palmas    | La Rosaleda                 | 22 de agosto | 22:00     | 21.807       | Hernández Maeso      | 3          | 0         |           |

| Jornada 3           | Jornada 3                                                                                               | Jornada 3            | Jornada 3            | Jornada 3    | Jornada 3 | Jornada 3    | Jornada 3         | Jornada 3  | Jornada 3 | Jornada 3 |
| Local               | Resultado                                                                                               | Visitante            | Estadio              | Fecha        | Hora      | Espectadores | Árbitro           | Amonestado | Expulsado |           |
| ------------------- | --- | -------------------- | -------------------- | ------------ | --------- | ------------ | ----------------- | ---------- | --------- | --------- |
| Albacete Balompié   | 2 – 1                                                                                                   | S. D. Huesca         | Carlos Belmonte      | 26 de agosto | 20:00     | 11.329       | Cordero Vega      | 4          | 1         |           |
| F. C. Cartagena     | 1 – 0                                                                                                   | Real Zaragoza        | Cartagonova          | 26 de agosto | 22:00     | 7.990        | González Esteban  | 11         | 1         |           |
| Sporting de Gijón   | 0 – 0 (enlace roto disponible en Internet Archive; véase el historial, la primera versión y la última). | Burgos C. F.         | El Molinón           | 27 de agosto | 17:30     | 20.552       | Ais Reig          | 3          | 0         |           |
| C. D. Lugo          | 1 – 0 (enlace roto disponible en Internet Archive; véase el historial, la primera versión y la última). | C. D. Leganés        | Anxo Carro           | 27 de agosto | 19:30     | 2.299        | Fuentes Molina    | 4          | 0         |           |
| C. D. Mirandés      | 1 – 3 (enlace roto disponible en Internet Archive; véase el historial, la primera versión y la última). | Málaga C. F.         | Anduva               | 27 de agosto | 19:30     | 2.644        | López Toca        | 6          | 0         |           |
| Levante U. D.       | 2 – 0 (enlace roto disponible en Internet Archive; véase el historial, la primera versión y la última). | C. D. Tenerife       | Ciutat de València   | 27 de agosto | 22:00     | 12.249       | García Verdura    | 11         | 0         |           |
| Racing de Santander | 0 – 1 (enlace roto disponible en Internet Archive; véase el historial, la primera versión y la última). | Real Oviedo          | El Sardinero         | 28 de agosto | 17:30     | 15.278       | Galech Apezteguía | 6          | 0         |           |
| S. D. Eibar         | 1 – 0 (enlace roto disponible en Internet Archive; véase el historial, la primera versión y la última). | S. D. Ponferradina   | Ipurúa               | 28 de agosto | 19:30     | 4.480        | Gálvez Rascón     | 7          | 0         |           |
| U. D. Ibiza         | 1 – 1 (enlace roto disponible en Internet Archive; véase el historial, la primera versión y la última). | Deportivo Alavés     | Palladium Can Misses | 28 de agosto | 22:00     | 2.855        | Milla Alvendiz    | 6          | 0         |           |
| Granada C. F.       | 3 – 0 (enlace roto disponible en Internet Archive; véase el historial, la primera versión y la última). | Villarreal C. F. "B" | Los Cármenes         | 29 de agosto | 20:00     | 15.471       | Trujillo Suárez   | 4          | 0         |           |
| U. D. Las Palmas    | 2 – 0 (enlace roto disponible en Internet Archive; véase el historial, la primera versión y la última). | F. C. Andorra        | Gran Canaria         | 29 de agosto | 22:00     | 19.223       | Quintero González | 4          | 0         |           |

| Jornada 4            | Jornada 4 | Jornada 4           | Jornada 4                   | Jornada 4       | Jornada 4 | Jornada 4    | Jornada 4            | Jornada 4  | Jornada 4 | Jornada 4 |
| Local                | Resultado | Visitante           | Estadio                     | Fecha           | Hora      | Espectadores | Árbitro              | Amonestado | Expulsado |           |
| -------------------- | --------- | ------------------- | --------------------------- | --------------- | --------- | ------------ | -------------------- | ---------- | --------- | --------- |
| C. D. Leganés        | 2 – 1     | S. D Eibar          | Butarque                    | 2 de septiembre | 21:00     | 7.038        | Arcediano Monescillo | 6          | 1         |           |
| Deportivo Alavés     | 1 – 1     | U. D. Las Palmas    | Mendizorroza                | 3 de septiembre | 14:00     | 11.388       | de la Fuente Ramos   | 2          | 0         |           |
| Villarreal C. F. "B" | 3 – 0     | C. D. Mirandés      | Ciudad Deportiva Villarreal | 3 de septiembre | 16:15     | 1.402        | Busquets Ferrer      | 8          | 0         |           |
| S. D. Ponferradina   | 1 – 3     | Sporting de Gijón   | El Toralín                  | 3 de septiembre | 18:30     | 7.152        | Caparrós Hernández   | 6          | 0         |           |
| C. D. Tenerife       | 1 – 0     | Racing de Santander | Heliodoro Rodríguez López   | 3 de septiembre | 21:00     | 11.762       | Guzmán Mansilla      | 6          | 1         |           |
| F. C. Andorra        | 1 – 0     | Granada C. F.       | Estadi Nacional             | 4 de septiembre | 14:00     | 2.720        | González Francés     | 3          | 0         |           |
| Málaga C. F.         | 1 – 2     | Albacete Balompié   | La Rosaleda                 | 4 de septiembre | 16:15     | 18.634       | Gorostegui Fernández | 8          | 0         |           |
| Burgos C. F.         | 1 – 0     | F. C. Cartagena     | El Plantío                  | 4 de septiembre | 18:30     | 7.095        | Ávalos Barrera       | 3          | 0         |           |
| S. D. Huesca         | 3 – 0     | U. D. Ibiza         | El Alcoraz                  | 4 de septiembre | 18:30     | 5.801        | Sánchez López        | 5          | 0         |           |
| Real Zaragoza        | 1 – 2     | C. D. Lugo          | La Romareda                 | 4 de septiembre | 21:00     | 20.372       | Hernández Maeso      | 5          | 0         |           |
| Real Oviedo          | 1 – 1     | Levante U. D.       | Carlos Tartiere             | 5 de septiembre | 21:00     | 13.519       | Moreno Aragón        | 12         | 0         |           |

| Jornada 5          | Jornada 5 | Jornada 5            | Jornada 5            | Jornada 5        | Jornada 5 | Jornada 5    | Jornada 5         | Jornada 5  | Jornada 5 | Jornada 5 |
| Local              | Resultado | Visitante            | Estadio              | Fecha            | Hora      | Espectadores | Árbitro           | Amonestado | Expulsado |           |
| ------------------ | --------- | -------------------- | -------------------- | ---------------- | --------- | ------------ | ----------------- | ---------- | --------- | --------- |
| U. D. Las Palmas   | 1 – 0     | C. D. Leganés        | Gran Canaria         | 9 de septiembre  | 21:00     | 19.090       | Cordero Vega      | 7          | 0         |           |
| C. D. Lugo         | 1 – 2     | Deportivo Alavés     | Anxo Carro           | 10 de septiembre | 14:00     | 2.347        | Galech Apezteguía | 10         | 1         |           |
| Burgos C. F.       | 0 – 0     | Real Oviedo          | El Plantío           | 10 de septiembre | 16:15     | 8.362        | González Esteban  | 2          | 0         |           |
| F. C. Cartagena    | 2 – 1     | Albacete Balompié    | Cartagonova          | 10 de septiembre | 18:30     | 8.493        | Trujillo Suárez   | 4          | 0         |           |
| Levante U. D.      | 4 – 1     | Villarreal C. F. "B" | Ciutat de València   | 10 de septiembre | 21:00     | 12.907       | López Toca        | 11         | 0         |           |
| Sporting de Gijón  | 0 – 2     | Racing de Santander  | El Molinón           | 11 de septiembre | 14:00     | 19.583       | Milla Alvendiz    | 9          | 0         |           |
| U. D. Ibiza        | 1 – 0     | C. D. Tenerife       | Palladium Can Misses | 11 de septiembre | 16:15     | 2.390        | Fuentes Molina    | 8          | 0         |           |
| C. D. Mirandés     | 1 – 1     | F. C. Andorra        | Anduva               | 11 de septiembre | 16:15     | 2.570        | Ais Reig          | 1          | 1         |           |
| S. D. Ponferradina | 1 – 2     | Real Zaragoza        | El Toralín           | 11 de septiembre | 18:30     | 5.650        | Quintero González | 2          | 0         |           |
| S. D. Huesca       | 1 – 0     | Málaga C. F.         | El Alcoraz           | 11 de septiembre | 21:00     | 5.803        | Gálvez Rascón     | 3          | 0         |           |
| S. D Eibar         | 4 – 0     | Granada C. F.        | Ipurúa               | 12 de septiembre | 21:00     | 4.560        | García Verdura    | 3          | 0         |           |

| Jornada 6            | Jornada 6 | Jornada 6          | Jornada 6                   | Jornada 6        | Jornada 6 | Jornada 6    | Jornada 6            | Jornada 6  | Jornada 6 | Jornada 6 |
| Local                | Resultado | Visitante          | Estadio                     | Fecha            | Hora      | Espectadores | Árbitro              | Amonestado | Expulsado |           |
| -------------------- | --------- | ------------------ | --------------------------- | ---------------- | --------- | ------------ | -------------------- | ---------- | --------- | --------- |
| Levante U. D.        | 0 – 1     | F. C. Cartagena    | Ciutat de València          | 16 de septiembre | 21:00     | 13.319       | Arcediano Monescillo | 6          | 0         |           |
| Villarreal C. F. "B" | 3 – 1     | C. D. Lugo         | Ciudad Deportiva Villarreal | 17 de septiembre | 14:00     | 1.031        | Guzmán Mansilla      | 7          | 0         |           |
| Real Oviedo          | 0 – 1     | U. D. Ibiza        | Carlos Tartiere             | 17 de septiembre | 16:00     | 12.812       | Hernández Maeso      | 9          | 0         |           |
| F. C. Andorra        | 2 – 0     | S. D Eibar         | Estadi Nacional             | 17 de septiembre | 18:30     | 1.920        | Busquets Ferrer      | 5          | 0         |           |
| Granada C. F.        | 2 – 1     | C. D. Mirandés     | Los Cármenes                | 17 de septiembre | 18:30     | 15.006       | Sánchez López        | 6          | 1         |           |
| Real Zaragoza        | 1 – 0     | Sporting de Gijón  | La Romareda                 | 17 de septiembre | 21:00     | 21.416       | de la Fuente Ramos   | 6          | 0         |           |
| C. D. Leganés        | 0 – 0     | Burgos C. F.       | Butarque                    | 18 de septiembre | 14:00     | 7.364        | Trujillo Suárez      | 2          | 0         |           |
| Deportivo Alavés     | 2 – 1     | S. D. Huesca       | Mendizorroza                | 18 de septiembre | 16:15     | 12.818       | González Francés     | 3          | 0         |           |
| Racing de Santander  | 0 – 0     | U. D. Las Palmas   | El Sardinero                | 18 de septiembre | 18:30     | 10.911       | Ávalos Barrera       | 6          | 1         |           |
| Albacete Balompié    | 0 – 1     | S. D. Ponferradina | Carlos Belmonte             | 18 de septiembre | 21:00     | 7.026        | Moreno Aragón        | 8          | 1         |           |
| C. D. Tenerife       | 3 – 1     | Málaga C. F.       | Heliodoro Rodríguez López   | 19 de septiembre | 21:00     | 10.098       | Caparrós Hernández   | 7          | 0         |           |

| Jornada 7          | Jornada 7 | Jornada 7            | Jornada 7       | Jornada 7        | Jornada 7 | Jornada 7    | Jornada 7            | Jornada 7  | Jornada 7 | Jornada 7 |
| Local              | Resultado | Visitante            | Estadio         | Fecha            | Hora      | Espectadores | Árbitro              | Amonestado | Expulsado |           |
| ------------------ | --------- | -------------------- | --------------- | ---------------- | --------- | ------------ | -------------------- | ---------- | --------- | --------- |
| Sporting de Gijón  | 2 – 1     | U. D. Ibiza          | El Molinón      | 23 de septiembre | 21:00     | 17.129       | Galech Apezteguía    | 5          | 0         |           |
| S. D. Huesca       | 1 – 0     | C. D. Leganés        | El Alcoraz      | 24 de septiembre | 14:00     | 5.194        | López Toca           | 5          | 0         |           |
| C. D. Mirandés     | 2 – 0     | Real Zaragoza        | Anduva          | 24 de septiembre | 16:15     | 3.528        | Fuentes Molina       | 4          | 0         |           |
| Málaga C. F.       | 1 – 1     | Villarreal C. F. "B" | La Rosaleda     | 24 de septiembre | 18:30     | 18.235       | García Verdura       | 6          | 0         |           |
| S. D. Ponferradina | 2 – 2     | C. D. Tenerife       | El Toralín      | 24 de septiembre | 18:30     | 5.749        | Arcediano Monescillo | 5          | 1         |           |
| Burgos C. F.       | 0 – 0     | Levante U. D.        | El Plantío      | 25 de septiembre | 14:00     | 7.574        | Cordero Vega         | 4          | 0         |           |
| C. D. Lugo         | 0 – 0     | Real Oviedo          | Anxo Carro      | 25 de septiembre | 16:15     | 3.176        | Gálvez Rascón        | 4          | 0         |           |
| S. D Eibar         | 2 – 1     | Racing de Santander  | Ipurúa          | 25 de septiembre | 18:30     | 6.653        | Quintero González    | 4          | 0         |           |
| Albacete Balompié  | 1 – 1     | F. C. Andorra        | Carlos Belmonte | 25 de septiembre | 18:30     | 6.223        | Milla Alvendiz       | 4          | 1         |           |
| U. D. Las Palmas   | 2 – 0     | Granada C. F.        | Gran Canaria    | 26 de septiembre | 21:00     | 13.412       | González Esteban     | 6          | 0         |           |
| F. C. Cartagena    | 1 – 1     | Deportivo Alavés     | Cartagonova     | 26 de septiembre | 21:00     | 7.491        | Ais Reig             | 4          | 0         |           |

| Jornada 8            | Jornada 8 | Jornada 8          | Jornada 8                   | Jornada 8        | Jornada 8 | Jornada 8    | Jornada 8          | Jornada 8  | Jornada 8 | Jornada 8 |
| Local                | Resultado | Visitante          | Estadio                     | Fecha            | Hora      | Espectadores | Árbitro            | Amonestado | Expulsado |           |
| -------------------- | --------- | ------------------ | --------------------------- | ---------------- | --------- | ------------ | ------------------ | ---------- | --------- | --------- |
| C. D. Tenerife       | 1 – 1     | Sporting de Gijón  | Heliodoro Rodríguez López   | 30 de septiembre | 21:00     | 10.951       | Hernández Maeso    | 5          | 0         |           |
| C. D. Mirandés       | 3 – 3     | U. D. Las Palmas   | Anduva                      | 1 de octubre     | 16:15     | 2.830        | Guzmán Mansilla    | 7          | 0         |           |
| Racing de Santander  | 0 – 0     | Málaga C. F.       | El Sardinero                | 1 de octubre     | 16:15     | 10.032       | González Francés   | 4          | 0         |           |
| F. C. Andorra        | 3 – 1     | Levante U. D.      | Estadi Nacional             | 1 de octubre     | 18:30     | 2.621        | Sánchez López      | 7          | 0         |           |
| Villarreal C. F. "B" | 0 – 0     | Burgos C. F.       | Ciudad Deportiva Villarreal | 1 de octubre     | 21:00     | 2.015        | Quintero González  | 2          | 0         |           |
| Deportivo Alavés     | 3 – 1     | S. D. Ponferradina | Mendizorroza                | 2 de octubre     | 16:15     | 12.209       | Busquets Ferrer    | 5          | 0         |           |
| C. D. Leganés        | 1 – 2     | Albacete Balompié  | Butarque                    | 2 de octubre     | 16:15     | 7.623        | Ávalos Barrera     | 4          | 0         |           |
| Granada C. F.        | 0 – 0     | S. D. Huesca       | Los Cármenes                | 2 de octubre     | 18:30     | 15.182       | De la Fuente Ramos | 6          | 1         |           |
| Real Oviedo          | 1 – 3     | F. C. Cartagena    | Carlos Tartiere             | 2 de octubre     | 18:30     | 13.501       | López Toca         | 4          | 0         |           |
| U. D. Ibiza          | 3 – 2     | C. D. Lugo         | Palladium Can Misses        | 2 de octubre     | 21:00     | 2.204        | Moreno Aragón      | 5          | 0         |           |
| Real Zaragoza        | 0 – 0     | S. D Eibar         | La Romareda                 | 3 de octubre     | 21:00     | 18.523       | Trujillo Suárez    | 10         | 2         |           |

| Jornada 9          | Jornada 9 | Jornada 9            | Jornada 9          | Jornada 9     | Jornada 9 | Jornada 9    | Jornada 9            | Jornada 9  | Jornada 9 | Jornada 9 |
| Local              | Resultado | Visitante            | Estadio            | Fecha         | Hora      | Espectadores | Árbitro              | Amonestado | Expulsado |           |
| ------------------ | --------- | -------------------- | ------------------ | ------------- | --------- | ------------ | -------------------- | ---------- | --------- | --------- |
| Sporting de Gijón  | 3 – 1     | Villarreal C. F. "B" | El Molinón         | 7 de octubre  | 21:00     | 17.124       | Arcediano Monescillo | 2          | 0         |           |
| S. D. Ponferradina | 0 – 0     | Granada C. F.        | El Toralín         | 8 de octubre  | 16:15     | 5.128        | Cordero Vega         | 0          | 0         |           |
| S. D. Huesca       | 1 – 1     | C. D. Lugo           | El Alcoraz         | 8 de octubre  | 18:30     | 6.185        | Ais Reig             | 5          | 1         |           |
| U. D. Las Palmas   | 0 – 0     | U. D. Ibiza          | Gran Canaria       | 8 de octubre  | 18:30     | 19.696       | Gorostegui Fernández | 7          | 0         |           |
| Burgos C. F.       | 3 – 0     | Deportivo Alavés     | El Plantío         | 8 de octubre  | 21:00     | 10.891       | Fuentes Molina       | 5          | 0         |           |
| F. C. Cartagena    | 1 – 2     | C. D. Leganés        | Cartagonova        | 9 de octubre  | 14:00     | 7.795        | Caparrós Hernández   | 6          | 0         |           |
| Real Zaragoza      | 1 – 1     | Real Oviedo          | La Romareda        | 9 de octubre  | 16:15     | 21.509       | Milla Alvendiz       | 7          | 0         |           |
| Levante U. D.      | 0 – 1     | Racing de Santander  | Ciutat de València | 9 de octubre  | 18:30     | 13.747       | Gálvez Rascón        | 9          | 1         |           |
| Albacete Balompié  | 1 – 1     | C. D. Tenerife       | Carlos Belmonte    | 9 de octubre  | 18:30     | 9.344        | González Esteban     | 2          | 1         |           |
| Málaga C. F.       | 0 – 0     | F. C. Andorra        | La Rosaleda        | 9 de octubre  | 21:00     | 16.083       | Galech Apezteguía    | 7          | 1         |           |
| S. D Eibar         | 0 – 0     | C. D. Mirandés       | Ipurúa             | 10 de octubre | 21:00     | 4.754        | García Verdura       | 3          | 0         |           |

| Jornada 10           | Jornada 10 | Jornada 10         | Jornada 10                  | Jornada 10    | Jornada 10 | Jornada 10   | Jornada 10           | Jornada 10 | Jornada 10 | Jornada 10 |
| Local                | Resultado  | Visitante          | Estadio                     | Fecha         | Hora       | Espectadores | Árbitro              | Amonestado | Expulsado  |            |
| -------------------- | ---------- | ------------------ | --------------------------- | ------------- | ---------- | ------------ | -------------------- | ---------- | ---------- | ---------- |
| Villarreal C. F. "B" | 2 – 2      | S. D. Ponferradina | Ciudad Deportiva Villarreal | 12 de octubre | 14:00      | 1.250        | González Francés     | 7          | 0          |            |
| F. C. Andorra        | 0 – 1      | Burgos C. F.       | Estadi Nacional             | 12 de octubre | 16:15      | 2.520        | López Toca           | 3          | 0          |            |
| C. D. Leganés        | 1 – 0      | Málaga C. F.       | Butarque                    | 12 de octubre | 16:15      | 7.332        | De la Fuente Ramos   | 3          | 0          |            |
| Deportivo Alavés     | 0 – 0      | Albacete Balompié  | Mendizorroza                | 12 de octubre | 18:30      | 13.890       | Hernández Maeso      | 7          | 0          |            |
| C. D. Tenerife       | 0 – 0      | F. C. Cartagena    | Heliodoro Rodríguez López   | 12 de octubre | 18:30      | 12.127       | Quintero González    | 5          | 0          |            |
| Real Oviedo          | 0 – 1      | S. D. Huesca       | Carlos Tartiere             | 12 de octubre | 18:30      | 13.053       | Guzmán Mansilla      | 5          | 0          |            |
| Racing de Santander  | 1 – 0      | Real Zaragoza      | El Sardinero                | 12 de octubre | 21:00      | 9.972        | Busquets Ferrer      | 10         | 0          |            |
| C. D. Lugo           | 0 – 1      | U. D. Las Palmas   | Anxo Carro                  | 12 de octubre | 21:00      | 2.210        | Rafael Sánchez López | 4          | 0          |            |
| U. D. Ibiza          | 1 – 2      | S. D Eibar         | Palladium Can Misses        | 13 de octubre | 19:00      | 2.657        | Ávalos Barrera       | 5          | 1          |            |
| C. D. Mirandés       | 0 – 1      | Levante U. D.      | Anduva                      | 13 de octubre | 19:00      | 2.612        | Moreno Aragón        | 5          | 0          |            |
| Granada C. F.        | 5 – 0      | Sporting de Gijón  | Los Cármenes                | 13 de octubre | 21:00      | 13.490       | Trujillo Suárez      | 2          | 0          |            |

| Jornada 11         | Jornada 11 | Jornada 11           | Jornada 11                | Jornada 11    | Jornada 11 | Jornada 11   | Jornada 11           | Jornada 11 | Jornada 11 | Jornada 11 |
| Local              | Resultado  | Visitante            | Estadio                   | Fecha         | Hora       | Espectadores | Árbitro              | Amonestado | Expulsado  |            |
| ------------------ | ---------- | -------------------- | ------------------------- | ------------- | ---------- | ------------ | -------------------- | ---------- | ---------- | ---------- |
| F. C. Andorra      | 0 – 1      | Deportivo Alavés     | Estadi Nacional           | 15 de octubre | 16:15      | 2.240        | Gálvez Rascón        | 3          | 0          |            |
| Real Zaragoza      | 2 – 1      | Villarreal C. F. "B" | La Romareda               | 15 de octubre | 16:15      | 17.447       | Cordero Vega         | 6          | 0          |            |
| S. D. Huesca       | 0 – 0      | Racing de Santander  | El Alcoraz                | 15 de octubre | 18:30      | 6.424        | Hernández Maeso      | 1          | 0          |            |
| S. D. Ponferradina | 0 – 1      | U. D. Las Palmas     | El Toralín                | 15 de octubre | 18:30      | 5.815        | Fuentes Molina       | 7          | 2          |            |
| Albacete Balompié  | 1 – 0      | Real Oviedo          | Carlos Belmonte           | 15 de octubre | 21:00      | 8.123        | García Verdura       | 6          | 0          |            |
| Levante U. D.      | 2 – 1      | C. D. Leganés        | Ciutat de València        | 16 de octubre | 14:00      | 11.654       | Milla Alvendiz       | 5          | 0          |            |
| Burgos C. F.       | 2 – 1      | C. D. Mirandés       | El Plantío                | 16 de octubre | 18:30      | 10.483       | Galech Apezteguía    | 2          | 1          |            |
| Málaga C. F.       | 3 – 2      | C. D. Lugo           | La Rosaleda               | 16 de octubre | 18:30      | 14.623       | González Esteban     | 6          | 0          |            |
| F. C. Cartagena    | 2 – 0      | U. D. Ibiza          | Cartagonova               | 16 de octubre | 21:00      | 7.260        | Arcediano Monescillo | 5          | 0          |            |
| C. D. Tenerife     | 2 – 0      | Granada C. F.        | Heliodoro Rodríguez López | 16 de octubre | 21:00      | 11.447       | Ais Reig             | 7          | 0          |            |
| Sporting de Gijón  | 2 – 0      | S. D Eibar           | El Molinón                | 17 de octubre | 21:00      | 14.409       | Caparrós Hernández   | 2          | 0          |            |

| Jornada 12           | Jornada 12 | Jornada 12         | Jornada 12                  | Jornada 12    | Jornada 12 | Jornada 12   | Jornada 12           | Jornada 12 | Jornada 12 | Jornada 12 |
| Local                | Resultado  | Visitante          | Estadio                     | Fecha         | Hora       | Espectadores | Árbitro              | Amonestado | Expulsado  |            |
| -------------------- | ---------- | ------------------ | --------------------------- | ------------- | ---------- | ------------ | -------------------- | ---------- | ---------- | ---------- |
| Granada C. F.        | 1 – 0      | Real Zaragoza      | Los Cármenes                | 21 de octubre | 21:00      | 15.259       | González Francés     | 7          | 0          |            |
| Villarreal C. F. "B" | 1 – 0      | F. C. Andorra      | Ciudad Deportiva Villarreal | 22 de octubre | 16:15      | 1.315        | Moreno Aragón        | 4          | 0          |            |
| Deportivo Alavés     | 0 – 0      | Sporting de Gijón  | Mendizorroza                | 22 de octubre | 18:30      | 16.468       | Ávalos Barrera       | 5          | 0          |            |
| C. D. Mirandés       | 1 – 1      | S. D. Huesca       | Anduva                      | 22 de octubre | 18:30      | 2.736        | Busquets Ferrer      | 5          | 0          |            |
| U. D. Ibiza          | 1 – 2      | Levante U. D.      | Palladium Can Misses        | 22 de octubre | 21:00      | 2.586        | Guzmán Mansilla      | 6          | 1          |            |
| Racing de Santander  | 1 – 1      | S. D. Ponferradina | El Sardinero                | 23 de octubre | 14:00      | 10.512       | Quintero González    | 9          | 0          |            |
| C. D. Lugo           | 2 – 0      | Burgos C. F.       | Anxo Carro                  | 23 de octubre | 16:15      | 2.345        | Trujillo Suárez      | 6          | 1          |            |
| C. D. Leganés        | 2 – 1      | C. D. Tenerife     | Butarque                    | 23 de octubre | 18:30      | 6.142        | Sánchez López        | 4          | 0          |            |
| S. D Eibar           | 1 – 1      | Albacete Balompié  | Ipurúa                      | 23 de octubre | 18:30      | 5.417        | López Toca           | 7          | 0          |            |
| U. D. Las Palmas     | 1 – 0      | F. C. Cartagena    | Gran Canaria                | 23 de octubre | 21:00      | 19.876       | De la Fuente Ramos   | 6          | 0          |            |
| Real Oviedo          | 1 – 0      | Málaga C. F.       | Carlos Tartiere             | 24 de octubre | 21:00      | 10.464       | Arcediano Monescillo | 3          | 0          |            |

| Jornada 13        | Jornada 13 | Jornada 13           | Jornada 13                | Jornada 13    | Jornada 13 | Jornada 13   | Jornada 13         | Jornada 13 | Jornada 13 | Jornada 13 |
| Local             | Resultado  | Visitante            | Estadio                   | Fecha         | Hora       | Espectadores | Árbitro            | Amonestado | Expulsado  |            |
| ----------------- | ---------- | -------------------- | ------------------------- | ------------- | ---------- | ------------ | ------------------ | ---------- | ---------- | ---------- |
| C. D. Tenerife    | 0 – 2      | Real Zaragoza        | Heliodoro Rodríguez López | 28 de octubre | 21:00      | 11.363       | García Verdura     | 6          | 0          |            |
| F. C. Andorra     | 3 – 0      | S. D. Ponferradina   | Estadi Nacional           | 29 de octubre | 14:00      | 1.730        | Milla Alvendiz     | 4          | 0          |            |
| S. D. Huesca      | 1 – 0      | U. D. Las Palmas     | El Alcoraz                | 29 de octubre | 16:15      | 6.018        | González Esteban   | 5          | 1          |            |
| Deportivo Alavés  | 2 – 1      | Real Oviedo          | Mendizorroza              | 29 de octubre | 18:30      | 14.209       | Ais Reig           | 5          | 0          |            |
| C. D. Leganés     | 0 – 0      | Racing de Santander  | Butarque                  | 29 de octubre | 18:30      | 8.420        | Fuentes Molina     | 7          | 0          |            |
| Burgos C. F.      | 2 – 0      | U. D. Ibiza          | El Plantío                | 29 de octubre | 21:00      | 8.972        | Caparrós Hernández | 6          | 0          |            |
| C. D. Lugo        | 0 – 0      | C. D. Mirandés       | Anxo Carro                | 30 de octubre | 14:00      | 2.369        | Guzmán Mansilla    | 3          | 0          |            |
| Málaga C. F.      | 0 – 1      | S. D Eibar           | La Rosaleda               | 30 de octubre | 16:15      | 17.093       | Cordero Vega       | 3          | 0          |            |
| F. C. Cartagena   | 0 – 0      | Granada C. F.        | Cartagonova               | 30 de octubre | 18:30      | 10.651       | Hernández Maeso    | 2          | 0          |            |
| Albacete Balompié | 0 – 0      | Villarreal C. F. "B" | Carlos Belmonte           | 30 de octubre | 21:00      | 8.518        | Gálvez Rascón      | 3          | 0          |            |
| Levante U. D.     | 1 – 0      | Sporting de Gijón    | Ciutat de València        | 31 de octubre | 21:00      | 12.449       | Galech Apezteguía  | 2          | 0          |            |

| Jornada 14           | Jornada 14 | Jornada 14        | Jornada 14                  | Jornada 14     | Jornada 14 | Jornada 14   | Jornada 14           | Jornada 14 | Jornada 14 | Jornada 14 |
| Local                | Resultado  | Visitante         | Estadio                     | Fecha          | Hora       | Espectadores | Árbitro              | Amonestado | Expulsado  |            |
| -------------------- | ---------- | ----------------- | --------------------------- | -------------- | ---------- | ------------ | -------------------- | ---------- | ---------- | ---------- |
| Real Zaragoza        | 0 – 2      | F. C. Andorra     | La Romareda                 | 1 de noviembre | 16:15      | 20.846       | Sánchez López        | 5          | 0          |            |
| S. D. Ponferradina   | 1 – 0      | S. D. Huesca      | El Toralín                  | 1 de noviembre | 16:15      | 5.149        | Trujillo Suárez      | 6          | 0          |            |
| Racing de Santander  | 1 – 1      | Deportivo Alavés  | El Sardinero                | 1 de noviembre | 18:30      | 12.914       | Moreno Aragón        | 5          | 1          |            |
| U. D. Las Palmas     | 0 – 2      | Burgos C. F.      | Gran Canaria                | 1 de noviembre | 18:30      | 22.640       | Ávalos Barrera       | 7          | 0          |            |
| U. D. Ibiza          | 0 – 2      | C. D. Leganés     | Palladium Can Misses        | 1 de noviembre | 21:00      | 2.179        | Quintero González    | 7          | 0          |            |
| S. D Eibar           | 1 – 0      | C. D. Lugo        | Ipurúa                      | 2 de noviembre | 19:00      | 4.501        | González Francés     | 7          | 0          |            |
| Villarreal C. F. "B" | 2 – 1      | Real Oviedo       | Ciudad Deportiva Villarreal | 2 de noviembre | 19:00      | 1.173        | De la Fuente Ramos   | 5          | 0          |            |
| C. D. Mirandés       | 1 – 0      | C. D. Tenerife    | Anduva                      | 2 de noviembre | 21:00      | 2.249        | Milla Alvendiz       | 5          | 0          |            |
| F. C. Cartagena      | 2 – 1      | Málaga C. F.      | Cartagonova                 | 3 de noviembre | 19:00      | 7.783        | López Toca           | 3          | 1          |            |
| Sporting de Gijón    | 2 – 2      | Albacete Balompié | El Molinón                  | 3 de noviembre | 19:00      | 14.940       | Busquets Ferrer      | 7          | 0          |            |
| Granada C. F.        | 0 – 0      | Levante U. D.     | Los Cármenes                | 3 de noviembre | 21:00      | 15.471       | Arcediano Monescillo | 7          | 0          |            |

| Jornada 15        | Jornada 15 | Jornada 15           | Jornada 15           | Jornada 15     | Jornada 15 | Jornada 15   | Jornada 15         | Jornada 15 | Jornada 15 | Jornada 15 |
| Local             | Resultado  | Visitante            | Estadio              | Fecha          | Hora       | Espectadores | Árbitro            | Amonestado | Expulsado  |            |
| ----------------- | ---------- | -------------------- | -------------------- | -------------- | ---------- | ------------ | ------------------ | ---------- | ---------- | ---------- |
| Deportivo Alavés  | 1 – 0      | Real Zaragoza        | Mendizorroza         | 4 de noviembre | 21:00      | 12.113       | Hernández Maeso    | 5          | 1          |            |
| Burgos C. F.      | 0 – 1      | C. D. Tenerife       | El Plantío           | 5 de noviembre | 16:15      | 9.874        | Gálvez Rascón      | 7          | 1          |            |
| F. C. Andorra     | 0 – 1      | Racing de Santander  | Estadi Nacional      | 5 de noviembre | 18:30      | 2.420        | Galech Apezteguía  | 1          | 0          |            |
| S. D. Huesca      | 1 – 0      | Villarreal C. F. "B" | El Alcoraz           | 5 de noviembre | 18:30      | 5.833        | Ávalos Barrera     | 6          | 0          |            |
| C. D. Leganés     | 2 – 1      | S. D. Ponferradina   | Butarque             | 5 de noviembre | 21:00      | 6.502        | Guzmán Mansilla    | 5          | 1          |            |
| U. D. Ibiza       | 1 – 1      | C. D. Mirandés       | Palladium Can Misses | 6 de noviembre | 14:00      | 3.226        | González Esteban   | 2          | 0          |            |
| Real Oviedo       | 1 – 0      | Granada C. F.        | Carlos Tartiere      | 6 de noviembre | 16:15      | 12.577       | Caparrós Hernández | 4          | 1          |            |
| Málaga C. F.      | 1 – 1      | Sporting de Gijón    | La Rosaleda          | 6 de noviembre | 18:30      | 17.140       | Ais Reig           | 7          | 0          |            |
| U. D. Las Palmas  | 1 – 1      | S. D Eibar           | Gran Canaria         | 6 de noviembre | 18:30      | 20.817       | García Verdura     | 3          | 0          |            |
| Albacete Balompié | 2 – 3      | Levante U. D.        | Carlos Belmonte      | 6 de noviembre | 21:00      | 9.391        | Cordero Vega       | 8          | 0          |            |
| C. D. Lugo        | 1 – 1      | F. C. Cartagena      | Anxo Carro           | 7 de noviembre | 21:00      | 1.968        | Fuentes Molina     | 4          | 2          |            |

| Jornada 16           | Jornada 16 | Jornada 16        | Jornada 16                  | Jornada 16      | Jornada 16 | Jornada 16   | Jornada 16           | Jornada 16 | Jornada 16 | Jornada 16 |
| Local                | Resultado  | Visitante         | Estadio                     | Fecha           | Hora       | Espectadores | Árbitro              | Amonestado | Expulsado  |            |
| -------------------- | ---------- | ----------------- | --------------------------- | --------------- | ---------- | ------------ | -------------------- | ---------- | ---------- | ---------- |
| Granada C. F.        | 4 – 0      | Albacete Balompié | Los Cármenes                | 18 de noviembre | 21:00      | 13.072       | Moreno Aragón        | 5          | 2          |            |
| S. D. Ponferradina   | 1 – 1      | Real Oviedo       | El Toralín                  | 19 de noviembre | 16:15      | 6.258        | Gorostegui Fernández | 6          | 0          |            |
| C. D. Tenerife       | 2 – 0      | S. D. Huesca      | Heliodoro Rodríguez López   | 19 de noviembre | 18:30      | 10.597       | López Toca           | 6          | 0          |            |
| Sporting de Gijón    | 2 – 2      | C. D. Leganés     | El Molinón                  | 19 de noviembre | 18:30      | 16.467       | Trujillo Suárez      | 4          | 1          |            |
| Real Zaragoza        | 1 – 1      | Málaga C. F.      | La Romareda                 | 19 de noviembre | 21:00      | 16.292       | Busquets Ferrer      | 4          | 1          |            |
| Villarreal C. F. "B" | 1 – 0      | U. D. Ibiza       | Ciudad Deportiva Villarreal | 20 de noviembre | 14:00      | 1.175        | Sánchez López        | 8          | 0          |            |
| F. C. Andorra        | 4 – 0      | C. D. Lugo        | Estadi Nacional             | 20 de noviembre | 16:15      | 2.020        | De la Fuente Ramos   | 0          | 0          |            |
| S. D Eibar           | 0 – 0      | Deportivo Alavés  | Ipurúa                      | 20 de noviembre | 19:00      | 6.517        | Arcediano Monescillo | 1          | 0          |            |
| Racing de Santander  | 0 – 1      | Burgos C. F.      | El Sardinero                | 20 de noviembre | 19:00      | 13.764       | Milla Alvendiz       | 5          | 1          |            |
| Levante U. D.        | 1 – 1      | U. D. Las Palmas  | Ciutat de València          | 20 de noviembre | 21:00      | 13.463       | Quintero González    | 6          | 0          |            |
| C. D. Mirandés       | 2 – 1      | F. C. Cartagena   | Anduva                      | 21 de noviembre | 21:00      | 1.902        | González Francés     | 4          | 0          |            |

| Jornada 17        | Jornada 17 | Jornada 17           | Jornada 17           | Jornada 17      | Jornada 17 | Jornada 17   | Jornada 17         | Jornada 17 | Jornada 17 | Jornada 17 |
| Local             | Resultado  | Visitante            | Estadio              | Fecha           | Hora       | Espectadores | Árbitro            | Amonestado | Expulsado  |            |
| ----------------- | ---------- | -------------------- | -------------------- | --------------- | ---------- | ------------ | ------------------ | ---------- | ---------- | ---------- |
| S. D. Huesca      | 0 – 0      | Sporting de Gijón    | El Alcoraz           | 25 de noviembre | 21:00      | 4.498        | Caparrós Hernández | 7          | 0          |            |
| Deportivo Alavés  | 2 – 0      | Villarreal C. F. "B" | Mendizorroza         | 26 de noviembre | 16:15      | 13.403       | Guzmán Mansilla    | 9          | 0          |            |
| Málaga C. F.      | 1 – 0      | S. D. Ponferradina   | La Rosaleda          | 26 de noviembre | 16:15      | 14.424       | Ávalos Barrera     | 6          | 0          |            |
| Albacete Balompié | 2 – 1      | Racing de Santander  | Carlos Belmonte      | 26 de noviembre | 18:30      | 8.094        | Ais Reig           | 10         | 1          |            |
| Real Oviedo       | 1 – 0      | C. D. Mirandés       | Carlos Tartiere      | 26 de noviembre | 18:30      | 11.539       | Gálvez Rascón      | 4          | 0          |            |
| U. D. Las Palmas  | 3 – 1      | C. D. Tenerife       | Gran Canaria         | 26 de noviembre | 22:00      | 31.047       | Hernández Maeso    | 6          | 0          |            |
| Burgos C. F.      | 2 – 2      | Real Zaragoza        | El Plantío           | 27 de noviembre | 14:00      | 9.042        | González Esteban   | 5          | 1          |            |
| C. D. Leganés     | 1 – 0      | Granada C. F.        | Butarque             | 27 de noviembre | 16:15      | 7.024        | Cordero Vega       | 5          | 1          |            |
| C. D. Lugo        | 1 – 1      | Levante U. D.        | Anxo Carro           | 27 de noviembre | 16:15      | 2.237        | García Verdura     | 6          | 1          |            |
| F. C. Cartagena   | 2 – 1      | S. D Eibar           | Cartagonova          | 27 de noviembre | 18:00      | 7.161        | Galech Apezteguía  | 6          | 0          |            |
| U. D. Ibiza       | 0 – 1      | F. C. Andorra        | Palladium Can Misses | 28 de noviembre | 21:00      | 1.730        | Fuentes Molina     | 8          | 2          |            |

| Jornada 18           | Jornada 18 | Jornada 18        | Jornada 18                  | Jornada 18      | Jornada 18 | Jornada 18   | Jornada 18           | Jornada 18 | Jornada 18 | Jornada 18 |
| Local                | Resultado  | Visitante         | Estadio                     | Fecha           | Hora       | Espectadores | Árbitro              | Amonestado | Expulsado  |            |
| -------------------- | ---------- | ----------------- | --------------------------- | --------------- | ---------- | ------------ | -------------------- | ---------- | ---------- | ---------- |
| C. D. Tenerife       | 0 – 1      | Real Oviedo       | Heliodoro Rodríguez López   | 30 de noviembre | 21:00      | 8.023        | Busquets Ferrer      | 4          | 0          |            |
| Granada C. F.        | 3 – 1      | Deportivo Alavés  | Los Cármenes                | 2 de diciembre  | 21:30      | 12.246       | López Toca           | 9          | 1          |            |
| Real Zaragoza        | 2 – 1      | U. D. Ibiza       | La Romareda                 | 3 de diciembre  | 16:15      | 14.512       | González Francés     | 5          | 0          |            |
| Sporting de Gijón    | 0 – 1      | U. D. Las Palmas  | El Molinón                  | 3 de diciembre  | 18:30      | 16.940       | De la Fuente Ramos   | 5          | 0          |            |
| C. D. Mirandés       | 4 – 2      | Albacete Balompié | Anduva                      | 3 de diciembre  | 18:30      | 2.398        | Quintero González    | 6          | 0          |            |
| Villarreal C. F. "B" | 0 – 0      | C. D. Leganés     | Ciudad Deportiva Villarreal | 3 de diciembre  | 21:00      | 1.137        | Gorostegui Fernández | 7          | 0          |            |
| F. C. Andorra        | 0 – 1      | F. C. Cartagena   | Estadi Nacional             | 4 de diciembre  | 14:00      | 1.420        | Trujillo Suárez      | 2          | 0          |            |
| Racing de Santander  | 0 – 1      | C. D. Lugo        | El Sardinero                | 4 de diciembre  | 16:15      | 10.451       | Sánchez López        | 4          | 0          |            |
| S. D Eibar           | 2 – 1      | S. D. Huesca      | Ipurúa                      | 4 de diciembre  | 18:30      | 5.084        | Milla Alvendiz       | 10         | 0          |            |
| Levante U. D.        | 1 – 0      | Málaga C. F.      | Ciutat de València          | 4 de diciembre  | 21:00      | 11.461       | Moreno Aragón        | 3          | 0          |            |
| S. D. Ponferradina   | 1 – 2      | Burgos C. F.      | El Toralín                  | 5 de diciembre  | 21:00      | 4.645        | Arcediano Monescillo | 1          | 0          |            |

| Jornada 19        | Jornada 19 | Jornada 19           | Jornada 19                | Jornada 19     | Jornada 19 | Jornada 19   | Jornada 19         | Jornada 19 | Jornada 19 | Jornada 19 |
| Local             | Resultado  | Visitante            | Estadio                   | Fecha          | Hora       | Espectadores | Árbitro            | Amonestado | Expulsado  |            |
| ----------------- | ---------- | -------------------- | ------------------------- | -------------- | ---------- | ------------ | ------------------ | ---------- | ---------- | ---------- |
| C. D. Leganés     | 2 – 2      | C. D. Mirandés       | Butarque                  | 6 de diciembre | 19:00      | 5.043        | Fuentes Molina     | 5          | 1          |            |
| Real Oviedo       | 0 – 0      | U. D. Las Palmas     | Carlos Tartiere           | 6 de diciembre | 19:00      | 12.376       | Ais Reig           | 6          | 0          |            |
| Albacete Balompié | 0 – 0      | Real Zaragoza        | Carlos Belmonte           | 6 de diciembre | 21:00      | 5.790        | Ávalos Barrera     | 2          | 0          |            |
| F. C. Cartagena   | 0 – 1      | Villarreal C. F. "B" | Cartagonova               | 7 de diciembre | 19:00      | 6.910        | García Verdura     | 4          | 0          |            |
| S. D. Huesca      | 1 – 0      | F. C. Andorra        | El Alcoraz                | 7 de diciembre | 19:00      | 4.152        | Guzmán Mansilla    | 8          | 1          |            |
| C. D. Tenerife    | 2 – 1      | Deportivo Alavés     | Heliodoro Rodríguez López | 7 de diciembre | 21:00      | 6.749        | Cordero Vega       | 5          | 0          |            |
| Burgos C. F.      | 1 – 2      | S. D Eibar           | El Plantío                | 8 de diciembre | 14:00      | 9.127        | Hernández Maeso    | 6          | 0          |            |
| C. D. Lugo        | 0 – 1      | Sporting de Gijón    | Anxo Carro                | 8 de diciembre | 16:15      | 5.348        | Galech Apezteguía  | 7          | 0          |            |
| U. D. Ibiza       | 1 – 0      | Racing de Santander  | Palladium Can Misses      | 8 de diciembre | 18:30      | 2.741        | Caparrós Hernández | 6          | 0          |            |
| Levante U. D.     | 0 – 0      | S. D. Ponferradina   | Ciutat de València        | 8 de diciembre | 18:30      | 12.008       | González Esteban   | 6          | 0          |            |
| Málaga C. F.      | 1 – 1      | Granada C. F.        | La Rosaleda               | 8 de diciembre | 21:00      | 12.191       | Gálvez Rascón      | 7          | 0          |            |

| Jornada 20           | Jornada 20 | Jornada 20        | Jornada 20                  | Jornada 20      | Jornada 20 | Jornada 20   | Jornada 20           | Jornada 20 | Jornada 20 | Jornada 20 |
| Local                | Resultado  | Visitante         | Estadio                     | Fecha           | Hora       | Espectadores | Árbitro              | Amonestado | Expulsado  |            |
| -------------------- | ---------- | ----------------- | --------------------------- | --------------- | ---------- | ------------ | -------------------- | ---------- | ---------- | ---------- |
| F. C. Andorra        | 1 – 1      | C. D. Leganés     | Estadi Nacional             | 10 de diciembre | 19:00      | 1.410        | Sánchez López        | 5          | 0          |            |
| Villarreal C. F. "B" | 2 – 2      | C. D. Tenerife    | Ciudad Deportiva Villarreal | 10 de diciembre | 19:00      | 1.465        | De la Fuente Ramos   | 5          | 0          |            |
| Real Zaragoza        | 3 – 0      | S. D. Huesca      | La Romareda                 | 10 de diciembre | 21:00      | 20.511       | Arcediano Monescillo | 4          | 0          |            |
| U. D. Ibiza          | 1 – 1      | Málaga C. F.      | Palladium Can Misses        | 11 de diciembre | 14:00      | 1.354        | López Toca           | 5          | 0          |            |
| Sporting de Gijón    | 0 – 0      | F. C. Cartagena   | El Molinón                  | 11 de diciembre | 16:15      | 15.750       | Moreno Aragón        | 5          | 0          |            |
| S. D. Ponferradina   | 1 – 0      | C. D. Lugo        | El Toralín                  | 11 de diciembre | 16:15      | 5.327        | Quintero González    | 5          | 1          |            |
| S. D Eibar           | 1 – 0      | Real Oviedo       | Ipurúa                      | 11 de diciembre | 18:30      | 5.078        | González Francés     | 2          | 0          |            |
| Granada C. F.        | 1 – 0      | Burgos C. F.      | Los Cármenes                | 11 de diciembre | 18:30      | 12.113       | Gorostegui Fernández | 9          | 1          |            |
| Racing de Santander  | 1 – 2      | C. D. Mirandés    | El Sardinero                | 11 de diciembre | 21:00      | 7.682        | Trujillo Suárez      | 0          | 0          |            |
| U. D. Las Palmas     | 1 – 2      | Albacete Balompié | Gran Canaria                | 11 de diciembre | 21:00      | 17.415       | Busquets Ferrer      | 6          | 0          |            |
| Deportivo Alavés     | 0 – 2      | Levante U. D.     | Mendizorroza                | 12 de diciembre | 21:00      | 10.406       | Milla Alvendiz       | 6          | 1          |            |

| Jornada 21           | Jornada 21 | Jornada 21          | Jornada 21                  | Jornada 21      | Jornada 21 | Jornada 21   | Jornada 21         | Jornada 21 | Jornada 21 | Jornada 21 |
| Local                | Resultado  | Visitante           | Estadio                     | Fecha           | Hora       | Espectadores | Árbitro            | Amonestado | Expulsado  |            |
| -------------------- | ---------- | ------------------- | --------------------------- | --------------- | ---------- | ------------ | ------------------ | ---------- | ---------- | ---------- |
| C. D. Tenerife       | 1 – 1      | F. C. Andorra       | Heliodoro Rodríguez López   | 16 de diciembre | 21:00      | 8.697        | Gálvez Rascón      | 4          | 0          |            |
| C. D. Mirandés       | 2 – 1      | S. D. Ponferradina  | Anduva                      | 17 de diciembre | 16:15      | 2.698        | Caparrós Hernández | 8          | 0          |            |
| C. D. Lugo           | 1 – 0      | Granada C. F.       | Anxo Carro                  | 17 de diciembre | 16:15      | 2.522        | Ais Reig           | 10         | 0          |            |
| F. C. Cartagena      | 0 – 3      | Racing de Santander | Cartagonova                 | 17 de diciembre | 18:30      | 6.927        | Guzmán Mansilla    | 7          | 0          |            |
| Villarreal C. F. "B" | 0 – 1      | U. D. Las Palmas    | Ciudad Deportiva Villarreal | 17 de diciembre | 18:30      | 1.565        | Cordero Vega       | 8          | 1          |            |
| Real Oviedo          | 1 – 0      | Sporting de Gijón   | Carlos Tartiere             | 17 de diciembre | 21:00      | 24.574       | García Verdura     | 5          | 0          |            |
| Albacete Balompié    | 4 – 0      | U. D. Ibiza         | Carlos Belmonte             | 18 de diciembre | 14:00      | 7.243        | Galech Apezteguía  | 5          | 0          |            |
| Burgos C. F.         | 1 – 1      | S. D. Huesca        | El Plantío                  | 18 de diciembre | 19:00      | 8.794        | Fuentes Molina     | 6          | 0          |            |
| Levante U. D.        | 0 – 0      | S. D Eibar          | Ciutat de València          | 18 de diciembre | 19:00      | 11.762       | Ávalos Barrera     | 2          | 0          |            |
| Málaga C. F.         | 1 – 0      | Deportivo Alavés    | La Rosaleda                 | 18 de diciembre | 21:00      | 14.813       | Trujillo Suárez    | 6          | 1          |            |
| C. D. Leganés        | 2 – 1      | Real Zaragoza       | Butarque                    | 19 de diciembre | 21:00      | 6.024        | Hernández Maeso    | 8          | 0          |            |

| Jornada 22         | Jornada 22 | Jornada 22           | Jornada 22      | Jornada 22 | Jornada 22 | Jornada 22   | Jornada 22           | Jornada 22 | Jornada 22 | Jornada 22 |
| Local              | Resultado  | Visitante            | Estadio         | Fecha      | Hora       | Espectadores | Árbitro              | Amonestado | Expulsado  |            |
| ------------------ | ---------- | -------------------- | --------------- | ---------- | ---------- | ------------ | -------------------- | ---------- | ---------- | ---------- |
| S. D. Ponferradina | 2 – 1      | Villarreal C. F. "B" | El Toralín      | 6 de enero | 16:15      | 4.200        | Sánchez López        | 3          | 1          |            |
| Sporting de Gijón  | 1 – 1      | Levante U. D.        | El Molinón      | 6 de enero | 18:30      | 18.541       | López Toca           | 7          | 0          |            |
| C. D. Leganés      | 1 – 0      | C. D. Lugo           | Butarque        | 6 de enero | 21:00      | 6.395        | Arcediano Monescillo | 6          | 0          |            |
| F. C. Andorra      | 3 – 1      | Real Oviedo          | Estadi Nacional | 7 de enero | 16:15      | 2.650        | Moreno Aragón        | 5          | 0          |            |
| Málaga C. F.       | 1 – 1      | C. D. Tenerife       | La Rosaleda     | 7 de enero | 18:30      | 21.256       | González Esteban     | 7          | 0          |            |
| Deportivo Alavés   | 1 – 0      | Burgos C. F.         | Mendizorroza    | 7 de enero | 21:00      | 19.039       | Quintero González    | 10         | 0          |            |
| Granada C. F.      | 1 – 0      | F. C. Cartagena      | Los Cármenes    | 8 de enero | 14:00      | 12.890       | Busquets Ferrer      | 5          | 1          |            |
| Real Zaragoza      | 0 – 0      | C. D. Mirandés       | La Romareda     | 8 de enero | 16:15      | 18.589       | Gorostegui Fernández | 3          | 0          |            |
| U. D. Las Palmas   | 1 – 1      | Racing de Santander  | Gran Canaria    | 8 de enero | 18:30      | 24.294       | Milla Alvendiz       | 7          | 0          |            |
| S. D. Eibar        | 1 – 0      | U. D. Ibiza          | Ipurúa          | 8 de enero | 21:00      | 3.739        | De la Fuente Ramos   | 6          | 0          |            |
| S. D. Huesca       | 1 – 1      | Albacete Balompié    | El Alcoraz      | 9 de enero | 21:00      | 3.086        | González Francés     | 2          | 0          |            |

| Jornada 23           | Jornada 23 | Jornada 23         | Jornada 23                | Jornada 23  | Jornada 23 | Jornada 23   | Jornada 23         | Jornada 23 | Jornada 23 | Jornada 23 |
| Local                | Resultado  | Visitante          | Estadio                   | Fecha       | Hora       | Espectadores | Árbitro            | Amonestado | Expulsado  |            |
| -------------------- | ---------- | ------------------ | ------------------------- | ----------- | ---------- | ------------ | ------------------ | ---------- | ---------- | ---------- |
| Real Oviedo          | 1 – 0      | Deportivo Alavés   | Carlos Tartiere           | 13 de enero | 21:00      | 12.702       | Fuentes Molina     | 6          | 1          |            |
| F. C. Cartagena      | 0 – 0      | S. D. Huesca       | Cartagonova               | 14 de enero | 14:00      | 6.427        | Ávalos Barrera     | 4          | 0          |            |
| U. D. Ibiza          | 1 – 2      | U. D. Las Palmas   | Palladium Can Misses      | 14 de enero | 16:15      | 2.855        | Gálvez Rascón      | 10         | 0          |            |
| Villarreal C. F. "B" | 2 – 3      | Real Zaragoza      | La Cerámica               | 14 de enero | 16:15      | 11.569       | Guzmán Mansilla    | 5          | 0          |            |
| Racing de Santander  | 2 – 0      | Sporting de Gijón  | El Sardinero              | 14 de enero | 18:30      | 16.402       | Hernández Maeso    | 6          | 0          |            |
| C. D. Tenerife       | 0 – 0      | S. D. Ponferradina | Heliodoro Rodríguez López | 14 de enero | 18:30      | 16.564       | Galech Apezteguía  | 7          | 0          |            |
| Levante U. D.        | 3 – 1      | Granada C. F.      | Ciutat de València        | 14 de enero | 21:00      | 13.513       | Trujillo Suárez    | 0          | 0          |            |
| S. D. Eibar          | 2 – 1      | Málaga C. F.       | Ipurúa                    | 15 de enero | 14:00      | 5.196        | Cordero Vega       | 5          | 0          |            |
| Burgos C. F.         | 2 – 1      | F. C. Andorra      | El Plantío                | 15 de enero | 16:15      | 9.327        | Ais Reig           | 3          | 0          |            |
| C. D. Mirandés       | 2 – 0      | C. D. Lugo         | Anduva                    | 15 de enero | 16:15      | 2.648        | García Verdura     | 2          | 1          |            |
| Albacete Balompié    | 1 – 0      | C. D. Leganés      | Carlos Belmonte           | 16 de enero | 21:00      | 4.930        | Caparrós Hernández | 7          | 1          |            |

| Jornada 24         | Jornada 24 | Jornada 24           | Jornada 24      | Jornada 24  | Jornada 24 | Jornada 24   | Jornada 24           | Jornada 24 | Jornada 24 | Jornada 24 |
| Local              | Resultado  | Visitante            | Estadio         | Fecha       | Hora       | Espectadores | Árbitro              | Amonestado | Expulsado  |            |
| ------------------ | ---------- | -------------------- | --------------- | ----------- | ---------- | ------------ | -------------------- | ---------- | ---------- | ---------- |
| U. D. Las Palmas   | 2 – 1      | C. D. Mirandés       | Gran Canaria    | 20 de enero | 21:00      | 16.017       | Sánchez López        | 9          | 0          |            |
| Málaga C. F.       | 1 – 1      | Burgos C. F.         | La Rosaleda     | 21 de enero | 16:15      | 16.430       | González Francés     | 3          | 0          |            |
| S. D. Ponferradina | 0 – 1      | S. D. Eibar          | El Toralín      | 21 de enero | 16:15      | 5.748        | Milla Alvendiz       | 8          | 0          |            |
| Granada C. F.      | 2 – 0      | U. D. Ibiza          | Los Cármenes    | 21 de enero | 18:30      | 13.873       | González Esteban     | 3          | 0          |            |
| Deportivo Alavés   | 3 – 0      | Racing de Santander  | Mendizorroza    | 21 de enero | 21:00      | 11.995       | Arcediano Monescillo | 3          | 1          |            |
| C. D. Leganés      | 2 – 2      | Levante U. D.        | Butarque        | 22 de enero | 14:00      | 7.595        | De la Fuente Ramos   | 6          | 0          |            |
| F. C. Cartagena    | 0 – 1      | C. D. Tenerife       | Cartagonova     | 22 de enero | 16:15      | 7.292        | López Toca           | 11         | 0          |            |
| Sporting de Gijón  | 1 – 0      | Real Zaragoza        | El Molinón      | 22 de enero | 16:15      | 16.379       | Busquets Ferrer      | 7          | 1          |            |
| S. D. Huesca       | 1 – 1      | Real Oviedo          | El Alcoraz      | 22 de enero | 18:30      | 4.193        | Gorostegui Fernández | 7          | 1          |            |
| C. D. Lugo         | 1 – 2      | Villarreal C. F. "B" | Anxo Carro      | 22 de enero | 21:00      | 2.150        | Moreno Aragón        | 8          | 0          |            |
| F. C. Andorra      | 0 – 1      | Albacete Balompié    | Estadi Nacional | 23 de enero | 21:00      | 1.220        | Quintero González    | 10         | 1          |            |

| Jornada 25          | Jornada 25 | Jornada 25           | Jornada 25           | Jornada 25  | Jornada 25 | Jornada 25   | Jornada 25         | Jornada 25 | Jornada 25 |
| Local               | Resultado  | Visitante            | Estadio              | Fecha       | Hora       | Espectadores | Árbitro            | Amonestado | Expulsado  |
| ------------------- | ---------- | -------------------- | -------------------- | ----------- | ---------- | ------------ | ------------------ | ---------- | ---------- |
| Racing de Santander | 1 – 1      | C. D. Tenerife       | El Sardinero         | 27 de enero | 21:00      | 10.306       | Ais Reig           | 9          | 0          |
| Granada C. F.       | 2 – 0      | F. C. Andorra        | Los Cármenes         | 28 de enero | 16:15      | 13.997       | Cordero Vega       | 5          | 0          |
| S. D. Eibar         | 0 – 0      | C. D. Leganés        | Ipurúa               | 28 de enero | 18:30      | 4.957        | Guzmán Mansilla    | 7          | 0          |
| Real Oviedo         | 0 – 1      | Villarreal C. F. "B" | Carlos Tartiere      | 28 de enero | 18:30      | 11.616       | García Verdura     | 5          | 0          |
| U. D. Las Palmas    | 1 – 0      | S. D. Huesca         | Gran Canaria         | 28 de enero | 21:00      | 17.482       | Caparrós Hernández | 5          | 0          |
| C. D. Mirandés      | 1 – 3      | Deportivo Alavés     | Anduva               | 29 de enero | 14:00      | 4.506        | Hernández Maeso    | 2          | 0          |
| Levante U. D.       | 1 – 0      | Burgos C. F.         | Ciutat de València   | 29 de enero | 16:15      | 13.201       | Galech Apezteguía  | 7          | 0          |
| Albacete Balompié   | 2 – 0      | C. D. Lugo           | Carlos Belmonte      | 29 de enero | 18:30      | 8.775        | Gálvez Rascón      | 1          | 0          |
| Sporting de Gijón   | 0 – 0      | Málaga C. F.         | El Molinón           | 29 de enero | 18:30      | 16.903       | Ávalos Barrera     | 4          | 0          |
| U. D. Ibiza         | 2 – 2      | F. C. Cartagena      | Palladium Can Misses | 29 de enero | 21:00      | 1.286        | Trujillo Suárez    | 6          | 0          |
| Real Zaragoza       | 0 – 0      | S. D. Ponferradina   | La Romareda          | 30 de enero | 21:00      | 13.029       | González Esteban   | 3          | 0          |

| Jornada 26           | Jornada 26 | Jornada 26          | Jornada 26                | Jornada 26   | Jornada 26 | Jornada 26   | Jornada 26           | Jornada 26 | Jornada 26 | Jornada 26 |
| Local                | Resultado  | Visitante           | Estadio                   | Fecha        | Hora       | Espectadores | Árbitro              | Amonestado | Expulsado  |            |
| -------------------- | ---------- | ------------------- | ------------------------- | ------------ | ---------- | ------------ | -------------------- | ---------- | ---------- | ---------- |
| Málaga C. F.         | 0 – 1      | Real Oviedo         | La Rosaleda               | 3 de febrero | 21:00      | 17.751       | De la Fuente Ramos   | 5          | 1          |            |
| S. D. Huesca         | 1 – 0      | C. D. Mirandés      | El Alcoraz                | 4 de febrero | 16:15      | 5.482        | Quintero González    | 3          | 0          |            |
| C. D. Leganés        | 1 – 0      | Sporting de Gijón   | Butarque                  | 4 de febrero | 16:15      | 7.955        | Sánchez López        | 9          | 3          |            |
| C. D. Tenerife       | 1 – 0      | Albacete Balompié   | Heliodoro Rodríguez López | 4 de febrero | 18:30      | 15.596       | Fuentes Molina       | 9          | 0          |            |
| Deportivo Alavés     | 2 – 0      | S. D. Eibar         | Mendizorroza              | 4 de febrero | 21:00      | 13.705       | López Toca           | 8          | 1          |            |
| Villarreal C. F. "B" | 0 – 2      | Granada C. F.       | La Cerámica               | 5 de febrero | 14:00      | 2.255        | González Francés     | 3          | 0          |            |
| F. C. Andorra        | 0 – 1      | Real Zaragoza       | Estadi Nacional           | 5 de febrero | 16:15      | 2.220        | Milla Alvendiz       | 2          | 0          |            |
| F. C. Cartagena      | 1 – 2      | Levante U. D.       | Cartagonova               | 5 de febrero | 18:30      | 8.197        | Moreno Aragón        | 8          | 0          |            |
| S. D. Ponferradina   | 1 – 1      | Racing de Santander | El Toralín                | 5 de febrero | 18:30      | 6.188        | Busquets Ferrer      | 7          | 0          |            |
| C. D. Lugo           | 0 – 0      | U. D. Ibiza         | Anxo Carro                | 5 de febrero | 21:00      | 2.254        | Gorostegui Fernández | 4          | 0          |            |
| Burgos C. F.         | 0 – 0      | U. D. Las Palmas    | El Plantío                | 6 de febrero | 21:00      | 7.420        | Arcediano Monescillo | 7          | 0          |            |

| Jornada 27          | Jornada 27 | Jornada 27           | Jornada 27           | Jornada 27    | Jornada 27 | Jornada 27   | Jornada 27         | Jornada 27 | Jornada 27 | Jornada 27 |
| Local               | Resultado  | Visitante            | Estadio              | Fecha         | Hora       | Espectadores | Árbitro            | Amonestado | Expulsado  |            |
| ------------------- | ---------- | -------------------- | -------------------- | ------------- | ---------- | ------------ | ------------------ | ---------- | ---------- | ---------- |
| Granada C. F.       | 2 – 0      | C. D. Tenerife       | Los Cármenes         | 10 de febrero | 21:00      | 13.507       | Ávalos Barrera     | 5          | 0          |            |
| Real Zaragoza       | 1 – 4      | Deportivo Alavés     | La Romareda          | 11 de febrero | 16:15      | 20.738       | Caparrós Hernández | 6          | 0          |            |
| C. D. Mirandés      | 2 – 1      | Villarreal C. F. "B" | Anduva               | 11 de febrero | 18:30      | 2.586        | Galech Apezteguía  | 3          | 0          |            |
| Levante U. D.       | 1 – 0      | F. C. Andorra        | Ciutat de València   | 11 de febrero | 18:30      | 12.554       | Gálvez Rascón      | 3          | 0          |            |
| U. D. Las Palmas    | 3 – 0      | C. D. Lugo           | Gran Canaria         | 11 de febrero | 21:00      | 18.675       | Cordero Vega       | 4          | 0          |            |
| Albacete Balompié   | 3 – 2      | Málaga C. F.         | Carlos Belmonte      | 12 de febrero | 14:00      | 9.450        | Trujillo Suárez    | 7          | 0          |            |
| Real Oviedo         | 0 – 1      | Burgos C. F.         | Carlos Tartiere      | 12 de febrero | 16:15      | 14.827       | Guzmán Mansilla    | 6          | 0          |            |
| S. D. Eibar         | 0 – 3      | F. C. Cartagena      | Ipurúa               | 12 de febrero | 18:30      | 5.148        | Hernández Maeso    | 5          | 0          |            |
| Sporting de Gijón   | 1 – 1      | S. D. Huesca         | El Molinón           | 12 de febrero | 18:30      | 15.964       | Ais Reig           | 6          | 0          |            |
| U. D. Ibiza         | 1 – 1      | S. D. Ponferradina   | Palladium Can Misses | 12 de febrero | 21:00      | 1.649        | García Verdura     | 7          | 0          |            |
| Racing de Santander | 2 – 1      | C. D. Leganés        | El Sardinero         | 13 de febrero | 21:00      | 8.604        | González Esteban   | 7          | 1          |            |

| Jornada 28           | Jornada 28 | Jornada 28          | Jornada 28                | Jornada 28    | Jornada 28 | Jornada 28   | Jornada 28           | Jornada 28 | Jornada 28 | Jornada 28 |
| Local                | Resultado  | Visitante           | Estadio                   | Fecha         | Hora       | Espectadores | Árbitro              | Amonestado | Expulsado  |            |
| -------------------- | ---------- | ------------------- | ------------------------- | ------------- | ---------- | ------------ | -------------------- | ---------- | ---------- | ---------- |
| F. C. Cartagena      | 2 – 1      | Real Oviedo         | Cartagonova               | 17 de febrero | 21:00      | 6.433        | Fuentes Molina       | 4          | 0          |            |
| C. D. Lugo           | 0 – 2      | S. D. Eibar         | Anxo Carro                | 18 de febrero | 16:15      | 2.807        | De la Fuente Ramos   | 5          | 1          |            |
| C. D. Leganés        | 0 – 0      | U. D. Las Palmas    | Butarque                  | 18 de febrero | 18:30      | 9.003        | Milla Alvendiz       | 5          | 1          |            |
| S. D. Ponferradina   | 0 – 0      | Levante U. D.       | El Toralín                | 18 de febrero | 18:30      | 5.362        | Quintero González    | 10         | 1          |            |
| C. D. Tenerife       | 1 – 0      | C. D. Mirandés      | Heliodoro Rodríguez López | 18 de febrero | 21:00      | 12.363       | Busquets Ferrer      | 6          | 0          |            |
| S. D. Huesca         | 1 – 1      | Granada C. F.       | El Alcoraz                | 19 de febrero | 14:00      | 5.533        | Arcediano Monescillo | 6          | 0          |            |
| Deportivo Alavés     | 4 – 2      | U. D. Ibiza         | Mendizorroza              | 19 de febrero | 16:15      | 13.592       | Moreno Aragón        | 5          | 2          |            |
| F. C. Andorra        | 1 – 0      | Sporting de Gijón   | Estadi Nacional           | 19 de febrero | 16:15      | 2.010        | González Francés     | 4          | 0          |            |
| Burgos C. F.         | 1 – 1      | Albacete Balompié   | El Plantío                | 19 de febrero | 18:30      | 10.832       | López Toca           | 6          | 0          |            |
| Villarreal C. F. "B" | 2 – 1      | Racing de Santander | La Cerámica               | 19 de febrero | 21:00      | 1.552        | Sánchez López        | 3          | 0          |            |
| Málaga C. F.         | 3 – 0      | Real Zaragoza       | La Rosaleda               | 20 de febrero | 21:00      | 16.164       | Gorostegui Fernández | 2          | 0          |            |

| Jornada 29          | Jornada 29 | Jornada 29           | Jornada 29           | Jornada 29    | Jornada 29 | Jornada 29   | Jornada 29         | Jornada 29 | Jornada 29 |
| Local               | Resultado  | Visitante            | Estadio              | Fecha         | Hora       | Espectadores | Árbitro            | Amonestado | Expulsado  |
| ------------------- | ---------- | -------------------- | -------------------- | ------------- | ---------- | ------------ | ------------------ | ---------- | ---------- |
| S. D. Eibar         | 2 – 0      | Villarreal C. F. "B" | Ipurúa               | 24 de febrero | 21:00      | 4.676        | Cordero Vega       | 5          | 0          |
| Deportivo Alavés    | 0 – 0      | F. C. Cartagena      | Mendizorroza         | 25 de febrero | 16:15      | 12.703       | García Verdura     | 4          | 0          |
| Racing de Santander | 2 – 1      | F. C. Andorra        | El Sardinero         | 25 de febrero | 16:15      | 13.739       | Galech Apezteguía  | 8          | 0          |
| Sporting de Gijón   | 1 – 0      | C. D. Tenerife       | El Molinón           | 25 de febrero | 21:00      | 13.471       | Caparrós Hernández | 5          | 0          |
| C. D. Mirandés      | 0 – 0      | C. D. Leganés        | Anduva               | 25 de febrero | 21:00      | 2.500        | Ávalos Barrera     | 3          | 0          |
| U. D. Ibiza         | 2 – 2      | S. D. Huesca         | Palladium Can Misses | 26 de febrero | 14:00      | 2.062        | Guzmán Mansilla    | 4          | 0          |
| Levante U. D.       | 3 – 1      | C. D. Lugo           | Ciutat de València   | 26 de febrero | 16:15      | 12.699       | González Esteban   | 1          | 0          |
| Real Zaragoza       | 0 – 0      | Burgos C. F.         | La Romareda          | 26 de febrero | 16:15      | 17.281       | Trujillo Suárez    | 4          | 0          |
| U. D. Las Palmas    | 2 – 0      | S. D. Ponferradina   | Gran Canaria         | 26 de febrero | 18:30      | 20.474       | Gálvez Rascón      | 4          | 1          |
| Real Oviedo         | 1 – 1      | Albacete Balompié    | Carlos Tartiere      | 26 de febrero | 21:00      | 9.110        | Ais Reig           | 6          | 0          |
| Granada C. F.       | 1 – 0      | Málaga C. F.         | Los Cármenes         | 27 de febrero | 21:00      | 17.424       | Hernández Maeso    | 5          | 0          |

| Jornada 30           | Jornada 30 | Jornada 30          | Jornada 30                | Jornada 30 | Jornada 30 | Jornada 30   | Jornada 30           | Jornada 30 | Jornada 30 | Jornada 30 |
| Local                | Resultado  | Visitante           | Estadio                   | Fecha      | Hora       | Espectadores | Árbitro              | Amonestado | Expulsado  |            |
| -------------------- | ---------- | ------------------- | ------------------------- | ---------- | ---------- | ------------ | -------------------- | ---------- | ---------- | ---------- |
| F. C. Andorra        | 0 – 0      | U. D. Las Palmas    | Estadi Nacional           | 3 de marzo | 21:00      | 2.110        | López Toca           | 6          | 1          |            |
| Burgos C. F.         | 1 – 3      | Granada C. F.       | El Plantío                | 4 de marzo | 16:15      | 9.014        | Gorostegui Fernández | 5          | 1          |            |
| S. D. Huesca         | 3 – 0      | Levante U. D.       | El Alcoraz                | 4 de marzo | 18:30      | 6.102        | Busquets Ferrer      | 6          | 0          |            |
| C. D. Tenerife       | 0 – 1      | S. D. Eibar         | Heliodoro Rodríguez López | 4 de marzo | 18:30      | 13.163       | Quintero González    | 5          | 0          |            |
| C. D. Mirandés       | 1 – 0      | Real Oviedo         | Anduva                    | 4 de marzo | 21:00      | 3.133        | Sánchez López        | 5          | 0          |            |
| C. D. Leganés        | 0 – 1      | U. D. Ibiza         | Butarque                  | 5 de marzo | 14:00      | 6.702        | Fuentes Molina       | 6          | 0          |            |
| Albacete Balompié    | 2 – 1      | Sporting de Gijón   | Carlos Belmonte           | 5 de marzo | 16:15      | 12.433       | De la Fuente Ramos   | 4          | 0          |            |
| C. D. Lugo           | 0 – 0      | Real Zaragoza       | Anxo Carro                | 5 de marzo | 18:30      | 5.070        | González Francés     | 3          | 0          |            |
| Málaga C. F.         | 0 – 1      | Racing de Santander | La Rosaleda               | 5 de marzo | 18:30      | 26.061       | Moreno Aragón        | 5          | 1          |            |
| S. D. Ponferradina   | 0 – 3      | F. C. Cartagena     | El Toralín                | 5 de marzo | 21:00      | 4.091        | Arcediano Monescillo | 3          | 0          |            |
| Villarreal C. F. "B" | 1 – 0      | Deportivo Alavés    | La Cerámica               | 6 de marzo | 21:00      | 2.026        | Milla Alvendiz       | 6          | 0          |            |

| Jornada 31          | Jornada 31 | Jornada 31           | Jornada 31           | Jornada 31  | Jornada 31 | Jornada 31   | Jornada 31         | Jornada 31 | Jornada 31 | Jornada 31 |
| Local               | Resultado  | Visitante            | Estadio              | Fecha       | Hora       | Espectadores | Árbitro            | Amonestado | Expulsado  |            |
| ------------------- | ---------- | -------------------- | -------------------- | ----------- | ---------- | ------------ | ------------------ | ---------- | ---------- | ---------- |
| Real Oviedo         | 0 – 0      | C. D. Tenerife       | Carlos Tartiere      | 10 de marzo | 21:00      | 15.588       | Galech Apezteguía  | 7          | 0          |            |
| S. D. Eibar         | 1 – 0      | Burgos C. F.         | Ipurúa               | 11 de marzo | 16:15      | 5.950        | Caparrós Hernández | 4          | 0          |            |
| Deportivo Alavés    | 0 – 0      | C. D. Lugo           | Mendizorroza         | 11 de marzo | 18:30      | 13.127       | Trujillo Suárez    | 6          | 1          |            |
| U. D. Ibiza         | 0 – 0      | Villarreal C. F. "B" | Palladium Can Misses | 11 de marzo | 18:30      | 3.695        | Hernández Maeso    | 4          | 1          |            |
| U. D. Las Palmas    | 2 – 2      | Málaga C. F.         | Gran Canaria         | 11 de marzo | 21:00      | 19.612       | González Esteban   | 4          | 0          |            |
| Real Zaragoza       | 3 – 0      | C. D. Leganés        | La Romareda          | 12 de marzo | 14:00      | 17.087       | García Verdura     | 4          | 0          |            |
| Sporting de Gijón   | 3 – 4      | C. D. Mirandés       | El Molinón           | 12 de marzo | 16:15      | 16.472       | Guzmán Mansilla    | 2          | 0          |            |
| F. C. Cartagena     | 0 – 3      | F. C. Andorra        | Cartagonova          | 12 de marzo | 18:30      | 8.444        | Cordero Vega       | 4          | 0          |            |
| Levante U. D.       | 0 – 0      | Albacete Balompié    | Ciutat de València   | 12 de marzo | 18:30      | 18.371       | Ávalos Barrera     | 7          | 0          |            |
| Granada C. F.       | 2 – 2      | S. D. Ponferradina   | Los Cármenes         | 12 de marzo | 21:00      | 14.153       | Ais Reig           | 6          | 0          |            |
| Racing de Santander | 1 – 1      | S. D. Huesca         | El Sardinero         | 13 de marzo | 21:00      | 9.955        | Gálvez Rascón      | 3          | 0          |            |

| Jornada 32           | Jornada 32 | Jornada 32          | Jornada 32                | Jornada 32  | Jornada 32 | Jornada 32   | Jornada 32           | Jornada 32 | Jornada 32 | Jornada 32 |
| Local                | Resultado  | Visitante           | Estadio                   | Fecha       | Hora       | Espectadores | Árbitro              | Amonestado | Expulsado  |            |
| -------------------- | ---------- | ------------------- | ------------------------- | ----------- | ---------- | ------------ | -------------------- | ---------- | ---------- | ---------- |
| Málaga C. F.         | 0 – 0      | Levante U. D.       | La Rosaleda               | 17 de marzo | 21:00      | 23.008       | De la Fuente Ramos   | 8          | 2          |            |
| F. C. Andorra        | 2 – 2      | U. D. Ibiza         | Estadi Nacional           | 18 de marzo | 14:00      | 1.721        | Gorostegui Fernández | 8          | 0          |            |
| C. D. Leganés        | 0 – 1      | Real Oviedo         | Butarque                  | 18 de marzo | 16:15      | 7.003        | Quintero González    | 5          | 0          |            |
| Albacete Balompié    | 1 – 2      | Granada C. F.       | Carlos Belmonte           | 18 de marzo | 16:15      | 14.448       | Busquets Ferrer      | 9          | 0          |            |
| C. D. Tenerife       | 4 – 1      | U. D. Las Palmas    | Heliodoro Rodríguez López | 18 de marzo | 18:30      | 17.959       | Arcediano Monescillo | 8          | 0          |            |
| S. D. Ponferradina   | 1 – 0      | Deportivo Alavés    | El Toralín                | 18 de marzo | 21:00      | 5.675        | Sánchez López        | 5          | 0          |            |
| Burgos C. F.         | 0 – 0      | Sporting de Gijón   | El Plantío                | 19 de marzo | 14:00      | 10.532       | Milla Alvendiz       | 8          | 0          |            |
| S. D. Huesca         | 1 – 1      | Real Zaragoza       | El Alcoraz                | 19 de marzo | 16:15      | 8.443        | López Toca           | 2          | 2          |            |
| C. D. Lugo           | 1 – 1      | Racing de Santander | Anxo Carro                | 19 de marzo | 18:30      | 4.591        | Fuentes Molina       | 8          | 0          |            |
| Villarreal C. F. "B" | 5 – 2      | F. C. Cartagena     | La Cerámica               | 19 de marzo | 18:30      | 1.823        | Moreno Aragón        | 5          | 2          |            |
| C. D. Mirandés       | 2 – 3      | S. D. Eibar         | Anduva                    | 20 de marzo | 21:00      | 3.048        | González Francés     | 3          | 0          |            |

| Jornada 33           | Jornada 33 | Jornada 33        | Jornada 33           | Jornada 33  | Jornada 33 | Jornada 33   | Jornada 33         | Jornada 33 | Jornada 33 | Jornada 33 |
| Local                | Resultado  | Visitante         | Estadio              | Fecha       | Hora       | Espectadores | Árbitro            | Amonestado | Expulsado  |            |
| -------------------- | ---------- | ----------------- | -------------------- | ----------- | ---------- | ------------ | ------------------ | ---------- | ---------- | ---------- |
| F. C. Cartagena      | 2 – 0      | C. D. Lugo        | Cartagonova          | 24 de marzo | 21:00      | 6.433        | Guzmán Mansilla    | 5          | 0          |            |
| U. D. Ibiza          | 2 – 0      | Burgos C. F.      | Palladium Can Misses | 25 de marzo | 16:15      | 2.817        | Galech Apezteguía  | 7          | 0          |            |
| Racing de Santander  | 0 – 1      | Levante U. D.     | El Sardinero         | 25 de marzo | 16:15      | 11.957       | Hernández Maeso    | 5          | 0          |            |
| Deportivo Alavés     | 1 – 0      | C. D. Tenerife    | Mendizorroza         | 25 de marzo | 18:30      | 13.722       | Cordero Vega       | 10         | 0          |            |
| S. D. Eibar          | 0 – 0      | F. C. Andorra     | Ipurúa               | 26 de marzo | 14:00      | 8.128        | Trujillo Suárez    | 8          | 0          |            |
| S. D. Ponferradina   | 0 – 0      | C. D. Mirandés    | El Toralín           | 26 de marzo | 16:15      | 6.086        | García Verdura     | 5          | 1          |            |
| Real Zaragoza        | 1 – 1      | Albacete Balompié | La Romareda          | 26 de marzo | 16:15      | 19.812       | Gálvez Rascón      | 2          | 0          |            |
| Granada C. F.        | 1 – 0      | Real Oviedo       | Los Cármenes         | 26 de marzo | 18:30      | 16.390       | Caparrós Hernández | 4          | 0          |            |
| Villarreal C. F. "B" | 0 – 0      | S. D. Huesca      | La Cerámica          | 26 de marzo | 18:30      | 2.871        | González Esteban   | 3          | 0          |            |
| U. D. Las Palmas     | 1 – 1      | Sporting de Gijón | Gran Canaria         | 26 de marzo | 21:00      | 17.564       | Ávalos Barrera     | 6          | 0          |            |
| Málaga C. F.         | 2 – 0      | C. D. Leganés     | La Rosaleda          | 27 de marzo | 21:00      | 20.700       | Ais Reig           | 6          | 0          |            |

| Jornada 34        | Jornada 34 | Jornada 34           | Jornada 34                | Jornada 34  | Jornada 34 | Jornada 34   | Jornada 34           | Jornada 34 | Jornada 34 | Jornada 34 |
| Local             | Resultado  | Visitante            | Estadio                   | Fecha       | Hora       | Espectadores | Árbitro              | Amonestado | Expulsado  |            |
| ----------------- | ---------- | -------------------- | ------------------------- | ----------- | ---------- | ------------ | -------------------- | ---------- | ---------- | ---------- |
| Levante U. D.     | 1 – 1      | Real Zaragoza        | Ciutat de València        | 31 de marzo | 21:00      | 14.954       | Arcediano Monescillo | 5          | 1          |            |
| Burgos C. F.      | 2 – 1      | Racing de Santander  | El Plantío                | 1 de abril  | 16:15      | 11.153       | Quintero González    | 5          | 0          |            |
| C. D. Tenerife    | 1 – 1      | Villarreal C. F. "B" | Heliodoro Rodríguez López | 1 de abril  | 18:30      | 14.751       | Sánchez López        | 4          | 2          |            |
| C. D. Leganés     | 1 – 3      | F. C. Cartagena      | Butarque                  | 1 de abril  | 18:30      | 6.598        | De la Fuente Ramos   | 7          | 0          |            |
| Real Oviedo       | 1 – 1      | S. D. Eibar          | Carlos Tartiere           | 1 de abril  | 21:00      | 15.102       | Fuentes Molina       | 6          | 0          |            |
| S. D. Huesca      | 0 – 1      | Deportivo Alavés     | El Alcoraz                | 2 de abril  | 14:00      | 5.413        | González Francés     | 4          | 0          |            |
| C. D. Lugo        | 0 – 0      | S. D. Ponferradina   | Anxo Carro                | 2 de abril  | 16:15      | 4.775        | Milla Alvendiz       | 7          | 0          |            |
| F. C. Andorra     | 1 – 0      | Málaga C. F.         | Estadi Nacional           | 2 de abril  | 18:30      | 2.120        | Busquets Ferrer      | 5          | 0          |            |
| Sporting de Gijón | 1 – 0      | Granada C. F.        | El Molinón                | 2 de abril  | 18:30      | 18.547       | López Toca           | 5          | 0          |            |
| C. D. Mirandés    | 2 – 2      | U. D. Ibiza          | Anduva                    | 2 de abril  | 21:00      | 2.702        | Moreno Aragón        | 3          | 0          |            |
| Albacete Balompié | 1 – 2      | U. D. Las Palmas     | Carlos Belmonte           | 3 de abril  | 21:00      | 13.006       | Gorostegui Fernández | 10         | 0          |            |

| Jornada 35           | Jornada 35 | Jornada 35        | Jornada 35           | Jornada 35  | Jornada 35 | Jornada 35   | Jornada 35           | Jornada 35 | Jornada 35 | Jornada 35 |
| Local                | Resultado  | Visitante         | Estadio              | Fecha       | Hora       | Espectadores | Árbitro              | Amonestado | Expulsado  |            |
| -------------------- | ---------- | ----------------- | -------------------- | ----------- | ---------- | ------------ | -------------------- | ---------- | ---------- | ---------- |
| C. D. Lugo           | 0 – 0      | C. D. Tenerife    | Anxo Carro           | 7 de abril  | 18:30      | 2.414        | Gorostegui Fernández | 4          | 0          |            |
| Villarreal C. F. "B" | 1 – 2      | Málaga C. F.      | La Cerámica          | 7 de abril  | 21:00      | 5.233        | Ávalos Barrera       | 5          | 0          |            |
| Real Zaragoza        | 1 – 0      | Granada C. F.     | La Romareda          | 8 de abril  | 16:15      | 15.504       | Hernández Maeso      | 2          | 0          |            |
| U. D. Ibiza          | 1 – 3      | Sporting de Gijón | Palladium Can Misses | 8 de abril  | 18:30      | 2.943        | Trujillo Suárez      | 5          | 1          |            |
| Racing de Santander  | 4 – 1      | Albacete Balompié | El Sardinero         | 8 de abril  | 21:00      | 12.033       | Galech Apezteguía    | 7          | 0          |            |
| S. D. Huesca         | 2 – 1      | Burgos C. F.      | El Alcoraz           | 9 de abril  | 14:00      | 4.727        | Cordero Vega         | 8          | 0          |            |
| S. D. Eibar          | 1 – 1      | Levante U. D.     | Ipurúa               | 9 de abril  | 16:15      | 4.987        | García Verdura       | 4          | 0          |            |
| F. C. Cartagena      | 1 – 0      | C. D. Mirandés    | Cartagonova          | 9 de abril  | 18:30      | 10.111       | González Esteban     | 5          | 0          |            |
| S. D. Ponferradina   | 0 – 1      | C. D. Leganés     | El Toralín           | 9 de abril  | 18:30      | 6.252        | Caparrós Hernández   | 3          | 0          |            |
| U. D. Las Palmas     | 0 – 1      | Real Oviedo       | Gran Canaria         | 9 de abril  | 21:00      | 20.091       | Guzmán Mansilla      | 2          | 0          |            |
| Deportivo Alavés     | 0 – 0      | F. C. Andorra     | Mendizorroza         | 10 de abril | 21:00      | 12.311       | Ais Reig             | 5          | 0          |            |

| Jornada 36        | Jornada 36 | Jornada 36           | Jornada 36                | Jornada 36  | Jornada 36 | Jornada 36   | Jornada 36           | Jornada 36 | Jornada 36 | Jornada 36 |
| Local             | Resultado  | Visitante            | Estadio                   | Fecha       | Hora       | Espectadores | Árbitro              | Amonestado | Expulsado  |            |
| ----------------- | ---------- | -------------------- | ------------------------- | ----------- | ---------- | ------------ | -------------------- | ---------- | ---------- | ---------- |
| Albacete Balompié | 3 – 1      | S. D. Eibar          | Carlos Belmonte           | 14 de abril | 21:00      | 10.901       | Milla Alvendiz       | 8          | 0          |            |
| Granada C. F.     | 2 – 1      | U. D. Las Palmas     | Los Cármenes              | 15 de abril | 16:15      | 17.180       | García Verdura       | 5          | 1          |            |
| Real Oviedo       | 2 – 1      | C. D. Lugo           | Carlos Tartiere           | 15 de abril | 18:30      | 14 257       | de la Fuente Ramos   | 4          | 1          |            |
| Real Zaragoza     | 4 – 1      | Racing de Santander  | La Romareda               | 15 de abril | 18:30      | 21.016       | Busquets Ferrer      | 3          | 2          |            |
| Burgos C. F.      | 2 – 2      | S. D. Ponferradina   | El Plantío                | 15 de abril | 21:00      | 9.153        | González Francés     | 4          | 0          |            |
| F. C. Andorra     | 1 – 0      | S. D. Huesca         | Estadi Nacional           | 16 de abril | 14:00      | 2.030        | Sánchez López        | 4          | 1          |            |
| Sporting de Gijón | 0 – 0      | Deportivo Alavés     | El Molinón                | 16 de abril | 16:15      | 18.746       | Quintero González    | 4          | 0          |            |
| Málaga C. F.      | 1 – 0      | F. C. Cartagena      | La Rosaleda               | 16 de abril | 18:30      | 25.514       | Gálvez Rascón        | 7          | 1          |            |
| C. D. Tenerife    | 4 – 0      | U. D. Ibiza          | Heliodoro Rodríguez López | 16 de abril | 18:30      | 13.756       | Fuentes Molina       | 2          | 0          |            |
| C. D. Leganés     | 1 – 0      | Villarreal C. F. "B" | Butarque                  | 16 de abril | 21:00      | 6.150        | Arcediano Monescillo | 1          | 0          |            |
| Levante U. D.     | 1 – 2      | C. D. Mirandés       | Ciutat de València        | 17 de abril | 21:00      | 13.435       | López Toca           | 5          | 0          |            |

| Jornada 37           | Jornada 37 | Jornada 37        | Jornada 37           | Jornada 37  | Jornada 37 | Jornada 37   | Jornada 37           | Jornada 37 | Jornada 37 | Jornada 37 |
| Local                | Resultado  | Visitante         | Estadio              | Fecha       | Hora       | Espectadores | Árbitro              | Amonestado | Expulsado  |            |
| -------------------- | ---------- | ----------------- | -------------------- | ----------- | ---------- | ------------ | -------------------- | ---------- | ---------- | ---------- |
| S. D. Eibar          | 1 – 1      | Real Zaragoza     | Ipurúa               | 21 de abril | 21:00      | 6.253        | Caparrós Hernández   | 7          | 1          |            |
| Villarreal C. F. "B" | 1 – 2      | Albacete Balompié | La Cerámica          | 22 de abril | 14:00      | 4.760        | Trujillo Suárez      | 3          | 0          |            |
| F. C. Cartagena      | 2 – 1      | Sporting de Gijón | Cartagonova          | 22 de abril | 16:15      | 8.272        | Gorostegui Fernández | 5          | 1          |            |
| S. D. Ponferradina   | 1 – 4      | F. C. Andorra     | El Toralín           | 22 de abril | 16:15      | 5.826        | Hernández Maeso      | 7          | 1          |            |
| U. D. Las Palmas     | 0 – 0      | Levante U. D.     | Gran Canaria         | 22 de abril | 18:30      | 24.070       | Cordero Vega         | 7          | 0          |            |
| U. D. Ibiza          | 1 – 2      | Real Oviedo       | Palladium Can Misses | 22 de abril | 21:00      | 1.632        | Ávalos Barrera       | 8          | 0          |            |
| C. D. Lugo           | 0 – 2      | Málaga C. F.      | Anxo Carro           | 23 de abril | 14:00      | 3.407        | Moreno Aragón        | 4          | 0          |            |
| C. D. Mirandés       | 2 – 1      | Burgos C. F.      | Anduva               | 23 de abril | 18:30      | 4.754        | Guzmán Mansilla      | 8          | 0          |            |
| Racing de Santander  | 1 – 0      | Granada C. F.     | El Sardinero         | 23 de abril | 18:30      | 13.476       | González Esteban     | 5          | 0          |            |
| Deportivo Alavés     | 2 – 1      | C. D. Leganés     | Mendizorroza         | 23 de abril | 21:00      | 12.218       | Galech Apezteguía    | 7          | 0          |            |
| S. D. Huesca         | 1 – 1      | C. D. Tenerife    | El Alcoraz           | 24 de abril | 21:00      | 4.356        | Ais Reig             | 6          | 0          |            |

| Jornada 38          | Jornada 38 | Jornada 38           | Jornada 38                | Jornada 38  | Jornada 38 | Jornada 38   | Jornada 38           | Jornada 38 | Jornada 38 | Jornada 38 |
| Local               | Resultado  | Visitante            | Estadio                   | Fecha       | Hora       | Espectadores | Árbitro              | Amonestado | Expulsado  |            |
| ------------------- | ---------- | -------------------- | ------------------------- | ----------- | ---------- | ------------ | -------------------- | ---------- | ---------- | ---------- |
| Racing de Santander | 1 – 0      | U. D. Ibiza          | El Sardinero              | 28 de abril | 21:00      | 17.066       | De la Fuente Ramos   | 7          | 0          |            |
| Levante U. D.       | 2 – 0      | Deportivo Alavés     | Ciutat de València        | 29 de abril | 16:15      | 20.297       | Busquets Ferrer      | 8          | 0          |            |
| Albacete Balompié   | 1 – 1      | F. C. Cartagena      | Carlos Belmonte           | 29 de abril | 18:30      | 16.008       | Hernández Maeso      | 7          | 1          |            |
| C. D. Tenerife      | 1 – 0      | C. D. Leganés        | Heliodoro Rodríguez López | 29 de abril | 21:00      | 11.112       | Quintero González    | 3          | 0          |            |
| F. C. Andorra       | 0 – 1      | C. D. Mirandés       | Estadi Nacional           | 30 de abril | 14:00      | 2.010        | Fuentes Molina       | 5          | 0          |            |
| Real Oviedo         | 3 – 2      | S. D. Ponferradina   | Carlos Tartiere           | 30 de abril | 16:15      | 13.731       | García Verdura       | 5          | 0          |            |
| Granada C. F.       | 1 – 1      | S. D. Eibar          | Los Cármenes              | 30 de abril | 18:30      | 17.287       | Gálvez Rascón        | 3          | 0          |            |
| Real Zaragoza       | 1 – 1      | U. D. Las Palmas     | La Romareda               | 30 de abril | 21:00      | 18.907       | Milla Alvendiz       | 5          | 1          |            |
| Sporting de Gijón   | 3 – 1      | C. D. Lugo           | El Molinón                | 1 de mayo   | 16:15      | 23.321       | Arcediano Monescillo | 0          | 0          |            |
| Málaga C. F.        | 0 – 0      | S. D. Huesca         | La Rosaleda               | 1 de mayo   | 18:30      | 27.202       | López Toca           | 5          | 0          |            |
| Burgos C. F.        | 1 – 0      | Villarreal C. F. "B" | El Plantío                | 1 de mayo   | 21:00      | 9.123        | Moreno Aragón        | 3          | 0          |            |

| Jornada 39           | Jornada 39 | Jornada 39          | Jornada 39                | Jornada 39 | Jornada 39 | Jornada 39   | Jornada 39           | Jornada 39 | Jornada 39 | Jornada 39 |
| Local                | Resultado  | Visitante           | Estadio                   | Fecha      | Hora       | Espectadores | Árbitro              | Amonestado | Expulsado  |            |
| -------------------- | ---------- | ------------------- | ------------------------- | ---------- | ---------- | ------------ | -------------------- | ---------- | ---------- | ---------- |
| Deportivo Alavés     | 1 – 1      | Granada C. F.       | Mendizorroza              | 5 de mayo  | 21:00      | 19.202       | Caparrós Hernández   | 8          | 2          |            |
| C. D. Mirandés       | 1 – 1      | Racing de Santander | Anduva                    | 6 de mayo  | 16:15      | 4.350        | Trujillo Suárez      | 4          | 0          |            |
| C. D. Leganés        | 2 – 1      | S. D. Huesca        | Butarque                  | 6 de mayo  | 18:30      | 8.545        | Gorostegui Fernández | 11         | 0          |            |
| C. D. Tenerife       | 1 – 0      | Levante U. D.       | Heliodoro Rodríguez López | 6 de mayo  | 18:30      | 11.818       | Ávalos Barrera       | 3          | 0          |            |
| Villarreal C. F. "B" | 2 – 0      | Sporting de Gijón   | La Cerámica               | 7 de mayo  | 14:00      | 3.415        | Guzmán Mansilla      | 1          | 1          |            |
| S. D. Ponferradina   | 2 – 0      | Málaga C. F.        | El Toralín                | 7 de mayo  | 16:15      | 4.322        | Ais Reig             | 7          | 0          |            |
| U. D. Ibiza          | 0 – 5      | Albacete Balompié   | Palladium Can Misses      | 7 de mayo  | 16:15      | 1.213        | Sánchez López        | 5          | 0          |            |
| Real Oviedo          | 2 – 1      | Real Zaragoza       | Carlos Tartiere           | 7 de mayo  | 18:30      | 13.263       | González Francés     | 4          | 0          |            |
| C. D. Lugo           | 2 – 2      | F. C. Andorra       | Anxo Carro                | 7 de mayo  | 18:30      | 2.086        | Galech Apezteguía    | 7          | 2          |            |
| F. C. Cartagena      | 0 – 0      | Burgos C. F.        | Cartagonova               | 7 de mayo  | 21:00      | 9.077        | Busquets Ferrer      | 3          | 1          |            |
| S. D. Eibar          | 0 – 1      | U. D. Las Palmas    | Ipurúa                    | 8 de mayo  | 21:00      | 6.754        | Hernández Maeso      | 7          | 0          |            |

| Jornada 40          | Jornada 40 | Jornada 40           | Jornada 40         | Jornada 40 | Jornada 40 | Jornada 40   | Jornada 40           | Jornada 40 | Jornada 40 | Jornada 40 |
| Local               | Resultado  | Visitante            | Estadio            | Fecha      | Hora       | Espectadores | Árbitro              | Amonestado | Expulsado  |            |
| ------------------- | ---------- | -------------------- | ------------------ | ---------- | ---------- | ------------ | -------------------- | ---------- | ---------- | ---------- |
| Burgos C. F.        | 0 – 3      | C. D. Leganés        | El Plantío         | 12 de mayo | 21:00      | 8.543        | González Esteban     | 7          | 0          |            |
| Sporting de Gijón   | 1 – 1      | Real Oviedo          | El Molinón         | 13 de mayo | 16:15      | 24.790       | Gálvez Rascón        | 5          | 0          |            |
| Granada C. F.       | 2 – 0      | C. D. Lugo           | Los Cármenes       | 13 de mayo | 18:30      | 16.300       | De la Fuente Ramos   | 3          | 0          |            |
| Real Zaragoza       | 2 – 0      | F. C. Cartagena      | La Romareda        | 13 de mayo | 18:30      | 16.424       | García Verdura       | 1          | 0          |            |
| Málaga C. F.        | 2 – 0      | C. D. Mirandés       | La Rosaleda        | 13 de mayo | 21:00      | 18.035       | Caparrós Hernández   | 3          | 0          |            |
| Racing de Santander | 1 – 0      | S. D. Eibar          | El Sardinero       | 14 de mayo | 14:00      | 15.758       | Arcediano Monescillo | 2          | 0          |            |
| F. C. Andorra       | 1 – 0      | C. D. Tenerife       | Estadi Nacional    | 14 de mayo | 16:15      | 2.021        | Moreno Aragón        | 7          | 0          |            |
| S. D. Huesca        | 1 – 1      | S. D. Ponferradina   | El Alcoraz         | 14 de mayo | 18:30      | 5.204        | Fuentes Molina       | 2          | 0          |            |
| Albacete Balompié   | 1 – 1      | Deportivo Alavés     | Carlos Belmonte    | 14 de mayo | 18:30      | 15.633       | López Toca           | 10         | 0          |            |
| U. D. Las Palmas    | 1 – 1      | Villarreal C. F. "B" | Gran Canaria       | 14 de mayo | 21:00      | 28.482       | Quintero González    | 3          | 0          |            |
| Levante U. D.       | 0 – 0      | U. D. Ibiza          | Ciutat de València | 15 de mayo | 21:00      | 18.985       | Milla Alvendiz       | 7          | 0          |            |

| Jornada 41           | Jornada 41 | Jornada 41          | Jornada 41                | Jornada 41 | Jornada 41 | Jornada 41   | Jornada 41           | Jornada 41 | Jornada 41 | Jornada 41 |
| Local                | Resultado  | Visitante           | Estadio                   | Fecha      | Hora       | Espectadores | Árbitro              | Amonestado | Expulsado  |            |
| -------------------- | ---------- | ------------------- | ------------------------- | ---------- | ---------- | ------------ | -------------------- | ---------- | ---------- | ---------- |
| U. D. Ibiza          | 1 – 0      | Real Zaragoza       | Palladium Can Misses      | 20 de mayo | 16:15      | 1.211        | Galech Apezteguía    | 3          | 0          |            |
| Deportivo Alavés     | 2 – 1      | Málaga C. F.        | Mendizorroza              | 20 de mayo | 18:30      | 19.450       | Trujillo Suárez      | 5          | 0          |            |
| F. C. Cartagena      | 1 – 4      | U. D. Las Palmas    | Cartagonova               | 20 de mayo | 18:30      | 7.183        | Gálvez Rascón        | 3          | 0          |            |
| S. D. Eibar          | 2 – 2      | Sporting de Gijón   | Ipurúa                    | 20 de mayo | 18:30      | 6.993        | Busquets Ferrer      | 4          | 1          |            |
| C. D. Mirandés       | 1 – 3      | Granada C. F.       | Anduva                    | 20 de mayo | 18:30      | 4.229        | Arcediano Monescillo | 4          | 1          |            |
| C. D. Lugo           | 1 – 2      | S. D. Huesca        | Anxo Carro                | 20 de mayo | 18:30      | 1.738        | González Francés     | 2          | 0          |            |
| Villarreal C. F. "B" | 2 – 3      | Levante U. D.       | La Cerámica               | 20 de mayo | 18:30      | 7.025        | Hernández Maeso      | 5          | 1          |            |
| S. D. Ponferradina   | 1 – 1      | Albacete Balompié   | El Toralín                | 20 de mayo | 18:30      | 3.645        | Guzmán Mansilla      | 5          | 0          |            |
| C. D. Tenerife       | 2 – 1      | Burgos C. F.        | Heliodoro Rodríguez López | 20 de mayo | 21:00      | 12.082       | Gorostegui Fernández | 6          | 0          |            |
| Real Oviedo          | 1 – 0      | Racing de Santander | Carlos Tartiere           | 21 de mayo | 16:15      | 13.013       | Ais Reig             | 2          | 0          |            |
| C. D. Leganés        | 1 – 1      | F. C. Andorra       | Butarque                  | 21 de mayo | 18:30      | 7.873        | Sánchez López        | 1          | 0          |            |

| Jornada 42          | Jornada 42 | Jornada 42           | Jornada 42         | Jornada 42 | Jornada 42 | Jornada 42   | Jornada 42         | Jornada 42 | Jornada 42 | Jornada 42 |
| Local               | Resultado  | Visitante            | Estadio            | Fecha      | Hora       | Espectadores | Árbitro            | Amonestado | Expulsado  |            |
| ------------------- | ---------- | -------------------- | ------------------ | ---------- | ---------- | ------------ | ------------------ | ---------- | ---------- | ---------- |
| Real Zaragoza       | 1 – 1      | C. D. Tenerife       | La Romareda        | 26 de mayo | 21:00      | 23.674       | Fuentes Molina     | 5          | 0          |            |
| F. C. Andorra       | 4 – 3      | Villarreal C. F. "B" | Estadi Nacional    | 27 de mayo | 16:15      | 1.731        | Quintero González  | 7          | 0          |            |
| Burgos C. F.        | 0 – 1      | C. D. Lugo           | El Plantío         | 27 de mayo | 16:15      | 7.257        | Caparrós Hernández | 8          | 0          |            |
| Albacete Balompié   | 2 – 1      | C. D. Mirandés       | Carlos Belmonte    | 27 de mayo | 18:30      | 8.808        | Ávalos Barrera     | 4          | 0          |            |
| Málaga C. F.        | 1 – 1      | U. D. Ibiza          | La Rosaleda        | 27 de mayo | 18:30      | 11.982       | Moreno Aragón      | 6          | 0          |            |
| Granada C. F. (C)   | 2 – 0      | C. D. Leganés        | Los Cármenes       | 27 de mayo | 21:00      | 18.222       | Cordero Vega       | 2          | 0          |            |
| Levante U. D.       | 2 – 1      | Real Oviedo          | Ciutat de València | 27 de mayo | 21:00      | 20.356       | De la Fuente Ramos | 5          | 0          |            |
| U. D. Las Palmas    | 0 – 0      | Deportivo Alavés     | Gran Canaria       | 27 de mayo | 21:00      | 31.790       | García Verdura     | 6          | 0          |            |
| S. D. Huesca        | 0 – 1      | S. D. Eibar          | El Alcoraz         | 27 de mayo | 21:00      | 4.729        | Milla Alvendiz     | 3          | 1          |            |
| Racing de Santander | 3 – 1      | F. C. Cartagena      | El Sardinero       | 28 de mayo | 16:15      | 9.831        | González Esteban   | 5          | 0          |            |
| Sporting de Gijón   | 1 – 4      | S. D. Ponferradina   | El Molinón         | 28 de mayo | 16:15      | 13.430       | Sánchez López      | 2          | 0          |            |

### Tabla de resultados cruzados
| Local \ Visitante    | ALA | ALB | AND | BUR | CAR | EIB | GRA | HUE | IBI | LPA | LEG | LEV | LUG | MGA | MIR | OVI | PON | RAC | SPO | TEN | VIB | ZAR |
| -------------------- | --- | --- | --- | --- | --- | --- | --- | --- | --- | --- | --- | --- | --- | --- | --- | --- | --- | --- | --- | --- | --- | --- |
| Alavés               | —   | 0–0 | 0–0 | 1–0 | 0–0 | 2–0 | 1–1 | 2–1 | 4–2 | 1–1 | 2–1 | 0–2 | 0–0 | 2–1 | 1–0 | 2–1 | 3–1 | 3–0 | 0–0 | 1–0 | 2–0 | 1–0 |
| Albacete             | 1–1 | —   | 1–1 | 0–0 | 1–1 | 3–1 | 1–2 | 2–1 | 4–0 | 1–2 | 1–0 | 2–3 | 2–0 | 3–2 | 2–1 | 1–0 | 0–1 | 2–1 | 2–1 | 1–1 | 0–0 | 0–0 |
| F. C. Andorra        | 0–1 | 0–1 | —   | 0–1 | 0–1 | 2–0 | 1–0 | 1–0 | 2–2 | 0–0 | 1–1 | 3–1 | 4–0 | 1–0 | 0–1 | 3–1 | 3–0 | 0–1 | 1–0 | 1–0 | 4–3 | 0–1 |
| Burgos C. F.         | 3–0 | 1–1 | 2–1 | —   | 1–0 | 1–2 | 1–3 | 1–1 | 2–0 | 0–0 | 0–3 | 0–0 | 0–1 | 1–0 | 2–1 | 0–0 | 2–2 | 2–1 | 0–0 | 0–1 | 1–0 | 2–2 |
| F. C. Cartagena      | 1–1 | 2–1 | 0–3 | 0–0 | —   | 2–1 | 0–0 | 0–0 | 2–0 | 1–4 | 1–2 | 1–2 | 2–0 | 2–1 | 1–0 | 2–1 | 2–3 | 0–3 | 2–1 | 0–1 | 0–1 | 1–0 |
| S. D. Eibar          | 0–0 | 1–1 | 0–0 | 1–0 | 0–3 | —   | 4–0 | 2–1 | 1–0 | 0–1 | 0–0 | 1–1 | 1–0 | 2–1 | 0–0 | 1–0 | 1–0 | 2–1 | 2–2 | 2–1 | 2–0 | 1–1 |
| Granada C. F.        | 3–1 | 4–0 | 2–0 | 1–0 | 1–0 | 1–1 | —   | 0–0 | 2–0 | 2–1 | 2–0 | 0–0 | 2–0 | 1–0 | 2–1 | 1–0 | 2–2 | 2–0 | 5–0 | 2–0 | 3–0 | 1–0 |
| S. D. Huesca         | 0–1 | 1–1 | 1–0 | 2–1 | 2–3 | 0–1 | 1–1 | —   | 3–0 | 1–0 | 1–0 | 3–0 | 1–1 | 1–0 | 1–0 | 1–1 | 1–1 | 0–0 | 0–0 | 1–1 | 1–0 | 1–1 |
| U. D. Ibiza          | 1–1 | 0–5 | 0–1 | 2–0 | 2–2 | 1–2 | 0–2 | 2–2 | —   | 1–2 | 0–2 | 1–2 | 3–2 | 1–1 | 1–1 | 1–2 | 1–1 | 1–0 | 1–3 | 1–0 | 0–0 | 1–0 |
| U. D. Las Palmas     | 0–0 | 1–2 | 2–0 | 0–2 | 1–0 | 1–1 | 2–0 | 1–0 | 0–0 | —   | 1–0 | 0–0 | 3–0 | 2–2 | 2–1 | 0–1 | 2–0 | 1–1 | 1–1 | 3–1 | 1–1 | 0–0 |
| C. D. Leganés        | 1–2 | 1–2 | 1–1 | 0–0 | 1–3 | 2–1 | 1–0 | 2–1 | 0–1 | 0–0 | —   | 2–2 | 1–0 | 1–0 | 2–2 | 0–1 | 2–1 | 0–0 | 1–0 | 2–1 | 1–0 | 2–1 |
| Levante U. D.        | 2–0 | 0–0 | 1–0 | 1–0 | 0–1 | 0–0 | 3–1 | 0–0 | 0–0 | 1–1 | 2–1 | —   | 3–1 | 1–0 | 1–2 | 2–1 | 0–0 | 0–1 | 1–0 | 2–0 | 4–1 | 1–1 |
| C. D. Lugo           | 1–2 | 1–2 | 2–2 | 2–0 | 1–1 | 0–2 | 1–0 | 1–2 | 0–0 | 0–1 | 1–0 | 1–1 | —   | 0–2 | 0–0 | 0–0 | 0–0 | 1–1 | 0–1 | 0–0 | 1–2 | 0–0 |
| Málaga C. F.         | 1–0 | 1–2 | 0–0 | 1–1 | 1–0 | 0–1 | 1–1 | 0–0 | 1–1 | 0–4 | 2–0 | 0–0 | 3–2 | —   | 2–0 | 0–1 | 1–0 | 0–1 | 1–1 | 1–1 | 1–1 | 3–0 |
| C. D. Mirandés       | 1–3 | 4–2 | 1–1 | 2–1 | 2–1 | 2–3 | 1–3 | 1–1 | 2–2 | 3–3 | 0–0 | 0–1 | 2–0 | 1–3 | —   | 1–0 | 2–1 | 1–1 | 1–1 | 1–0 | 2–1 | 2–0 |
| Real Oviedo          | 1–0 | 1–1 | 0–1 | 0–1 | 1–3 | 1–1 | 1–0 | 0–1 | 0–1 | 0–0 | 1–0 | 1–1 | 2–1 | 1–0 | 1–0 | —   | 3–2 | 1–0 | 1–0 | 0–0 | 0–1 | 2–1 |
| S. D. Ponferradina   | 1–0 | 1–1 | 1–4 | 1–2 | 0–3 | 0–1 | 0–0 | 1–0 | 2–1 | 0–1 | 0–1 | 0–0 | 1–0 | 2–0 | 0–0 | 1–1 | —   | 1–1 | 1–3 | 2–2 | 2–1 | 1–2 |
| R.Santander          | 1–1 | 4–1 | 2–1 | 0–1 | 3–1 | 1–0 | 1–0 | 1–1 | 1–0 | 0–0 | 2–1 | 0–1 | 0–1 | 0–0 | 1–2 | 0–1 | 1–1 | —   | 2–0 | 1–1 | 0–2 | 1–0 |
| Sp. de Gijón         | 0–0 | 2–2 | 4–1 | 0–0 | 0–0 | 2–0 | 1–0 | 1–1 | 2–1 | 0–1 | 2–2 | 1–1 | 3–1 | 0–0 | 3–4 | 1–1 | 1–4 | 0–2 | —   | 1–0 | 3–1 | 1–0 |
| C. D. Tenerife       | 2–1 | 1–0 | 1–1 | 2–1 | 0–0 | 0–1 | 2–0 | 2–0 | 4–0 | 4–1 | 1–0 | 1–0 | 1–1 | 3–1 | 1–0 | 0–1 | 0–0 | 1–0 | 1–1 | —   | 1–1 | 0–2 |
| Villarreal C. F. "B" | 1–0 | 1–2 | 1–0 | 0–0 | 5–2 | 2–2 | 0–2 | 0–0 | 1–0 | 0–1 | 0–0 | 2–3 | 3–1 | 1–2 | 3–0 | 2–1 | 2–2 | 2–1 | 2–0 | 2–2 | —   | 2–3 |
| Real Zaragoza        | 1–4 | 1–1 | 0–2 | 0–0 | 2–0 | 0–0 | 1–0 | 3–0 | 2–1 | 1–1 | 3–0 | 0–0 | 1–2 | 1–1 | 0–0 | 1–1 | 0–0 | 4–1 | 1–0 | 1–1 | 2–1 | —   |

## Playoff de ascenso a Primera División

### Clasificados
- Levante U. D. (3.º)
- Deportivo Alavés (4.º)
- S. D. Eibar (5.º)
- Albacete Balompié (6.º)

### Cuadro
|  | Semifinales            | Semifinales            | Semifinales            | Semifinales            |   |                  | Final                    | Final                    | Final                    | Final                    |  |
|  | 4 a 8 de junio de 2023 | 4 a 8 de junio de 2023 | 4 a 8 de junio de 2023 | 4 a 8 de junio de 2023 |   |                  | 11 y 17 de junio de 2023 | 11 y 17 de junio de 2023 | 11 y 17 de junio de 2023 | 11 y 17 de junio de 2023 |  |
|  |                        |                        |                        |                        |   |                  |                          |                          |                          |                          |  |
|  |                        |                        |                        |                        |   |                  |                          |                          |                          |                          |  |
|  | S. D. Eibar            | 1                      | 0                      | 1                      |   |                  |                          |                          |                          |                          |  |
|  | S. D. Eibar            | 1                      | 0                      | 1                      |   |                  |                          |                          |                          |                          |  |
|  | Deportivo Alavés       | 1                      | 2                      | 3                      |   |                  |                          |                          |                          |                          |  |
|  | Deportivo Alavés       | 1                      | 2                      | 3                      |   | Deportivo Alavés | 0                        | 1                        | 1                        |                          |  |
|  |                        |                        |                        |                        |   | Deportivo Alavés | 0                        | 1                        | 1                        |                          |  |
|  |                        |                        | Levante U. D.          | 0                      | 0 | 0                |                          |                          |                          |                          |  |
|  | Albacete Balompié      | 1                      | Levante U. D.          | 0                      | 0 | 0                | 0                        | 1                        |                          |                          |  |
|  | Albacete Balompié      | 1                      |                        |                        |   |                  | 0                        | 1                        |                          |                          |  |
|  | Levante U. D.          | 3                      | 3                      | 6                      |   |                  |                          |                          |                          |                          |  |
|  | Levante U. D.          | 3                      | 3                      | 6                      |   |                  |                          |                          |                          |                          |  |
|  |                        |                        |                        |                        |   |                  |                          |                          |                          |                          |  |

### Semifinales

#### Deportivo Alavésvs.S. D. Eibar
| Ida; 3 de junio de 2023 | S. D. Eibar     | 1:1 (1:1) | Deportivo Alavés | Estadio Municipal de Ipurúa, Eibar                       |                                                          |
| 18:30                   | Stoichkov 45+1' | Reporte   | Sylla 9'         | Asistencia: 7.300 espectadores Árbitro(s): Gálvez Rascón | Asistencia: 7.300 espectadores Árbitro(s): Gálvez Rascón |

| Vuelta; 8 de junio de 2023 | Deportivo Alavés              | 2:0 (1:0) (Global 3:1) | S. D. Eibar | Estadio de Mendizorroza, Vitoria                         |                                                          |
| 21:00                      | - Rebbach 1' - Villalibre 88' | Reporte                |             | Asistencia: 19.060 espectadores Árbitro(s): Cordero Vega | Asistencia: 19.060 espectadores Árbitro(s): Cordero Vega |

| Pasa a la final Deportivo Alavés |

#### Levante U. D.vs.Albacete Balompié
| Ida; 3 de junio de 2023 | Albacete Balompié | 1:3 (1:2) | Levante U. D.                            | Estadio Carlos Belmonte, Albacete                           |                                                             |
| 21:00                   | Djetei 18'        | Reporte   | - De Frutos 30', 56' - Djetei 34' (a.g.) | Asistencia: 16.324 espectadores Árbitro(s): Busquets Ferrer | Asistencia: 16.324 espectadores Árbitro(s): Busquets Ferrer |

| Vuelta; 7 de junio de 2023 | Levante U. D.                   | 3:0 (2:0) (Global 6:1) | Albacete Balompié | Estadio Ciudad de Valencia, Valencia                         |                                                              |
| 21:00                      | - Brugué 20', 40' - Soldado 83' | Reporte                |                   | Asistencia: 21.826 espectadores Árbitro(s): González Esteban | Asistencia: 21.826 espectadores Árbitro(s): González Esteban |

| Pasa a la final Levante U. D. |

### Final
| Ida; 11 de junio de 2023; 21:00 | Deportivo Alavés | 0:0     | Levante U. D. | Estadio de Mendizorroza, Vitoria                           |                                                            |
|                                 |                  | Reporte |               | Asistencia: 19.369 espectadores Árbitro(s): García Verdura | Asistencia: 19.369 espectadores Árbitro(s): García Verdura |

| Vuelta; 17 de junio de 2023; 21:00               | Levante U. D. | 0:1 (0:0, 0:0) (t. s.)(Global 0:1) | Deportivo Alavés  | Estadio Ciudad de Valencia, Valencia                        |                                                             |
|                                                  |               | Reporte                            | Villalibre 120+9' | Asistencia: 22.919 espectadores Árbitro(s): Hernández Maeso | Asistencia: 22.919 espectadores Árbitro(s): Hernández Maeso |
| Deportivo Alavés asciende a la Primera División. |               |                                    |                   |                                                             |                                                             |

| Asciende a Primera División Deportivo Alavés |

## Estadísticas

### Máximos goleadores
| Pos. | Jugador          | Equipo            | Goles |
| ---- | ---------------- | ----------------- | ----- |
| 1°   | Myrto Uzuni      | Granada C. F.     | 23    |
| 2º   | Raúl García      | Mirandés          | 19    |
| 3º   | Stoichkov        | S. D. Eibar       | 13    |
| 4º   | Sinan Bakış      | F. C. Andorra     | 12    |
| 5º   | Enric Gallego    | C. D. Tenerife    | 11    |
| 6º   | Higinio Marín    | Albacete Balompié | 11    |
| 7º   | Luis Rioja       | Deportivo Alavés  | 10    |
| 8°   | Rubén Castro     | Málaga C. F.      | 10    |
| 9º   | Jonathan Dubasin | Albacete Balompié | 10    |
| 10º  | Giuliano Simeone | Real Zaragoza     | 9     |

### Récords
- Primer gol de la temporada: Anotado por Mohammed Dauda, para el Tenerife contra el Eibar (13 de agosto de 2022)
- Último gol de la temporada: Anotado por Adri Castellano, para la Ponferradina contra el Sporting de Gijón (28 de mayo de 2022)
- Gol más rápido: Anotado a los 15 segundos por Enric Gallego en el Tenerife 4 – 1 Las Palmas (18 de marzo de 2023)
- Gol más cercano al final del encuentro: Anotado a los 101 minutos y 54 segundos por Mourad El Ghezouani en el Burgos 2 – 1 Mirandés (16 de octubre de 2022).
- Mayor número de goles marcados en un partido:
 7 goles: 
Sporting de Gijón 3 – 4 Mirandés (12 de marzo de 2023)
Villarreal "B" 5 – 2 Cartagena (19 de marzo de 2023)
FC Andorra 4 – 3 Villarreal "B" (27 de mayo de 2023)
- Mayor victoria local: Granada 5 – 0 Sporting de Gijón (13 de octubre de 2022).
- Mayor victoria visitante: Ibiza 0 – 5 Albacete (7 de mayo de 2023)

### Tripletes o más
A continuación se detallan los tripletes conseguidos a lo largo de la temporada.
| Fecha      | Jugador         | Goles       | Local            |                        | Resultado |                                    | Visitante            | Rep.       |
| ---------- | --------------- | ----------- | ---------------- | ---------------------- | --------- | ---------------------------------- | -------------------- | ---------- |
| 29/8/2022  | Myrto Uzuni     | 1' 12' 82'  | Granada C. F.    | Bandera de Andalucía   | 3 – 0     | Bandera de la Comunidad Valenciana | Villarreal C. F. "B" | Jornada 3  |
| 29/10/2022 | Carlos Martínez | 7' 21' 67'  | F. C. Andorra    | Bandera de Andorra     | 3 – 0     | Bandera de Castilla y León         | S. D. Ponferradina   | Jornada 13 |
| 19/2/2023  | Luis Rioja      | 11' 23' 36' | Deportivo Alavés | Bandera del País Vasco | 4 – 2     | Bandera de las Islas Baleares      | U. D. Ibiza          | Jornada 28 |

### Autogoles
A continuación se detallan los autogoles marcados a lo largo de la temporada.
| Fecha      | Jugador           | Minuto       | Local                |                                    | Resultado |                                    | Visitante            | Rep.       |
| ---------- | ----------------- | ------------ | -------------------- | ---------------------------------- | --------- | ---------------------------------- | -------------------- | ---------- |
| 14/8/2022  | David Goldar      | 0 - 1, 50'   | U. D. Ibiza          | Bandera de las Islas Baleares      | 0 – 2     | Bandera de Andalucía               | Granada C. F.        | Jornada 1  |
| 21/8/2022  | Marc Martínez     | 2 - 2, 85'   | S. D. Huesca         | Bandera de Aragón                  | 2 – 3     | Bandera de la Región de Murcia     | F. C. Cartagena      | Jornada 2  |
| 11/9/2022  | Jérémy Mellot     | 1 - 0, 63'   | U. D. Ibiza          | Bandera de las Islas Baleares      | 1 – 0     | Bandera de Canarias                | C. D. Tenerife       | Jornada 5  |
| 25/9/2022  | Anaitz Arbilla    | 2 - 1, 59'   | S. D. Eibar          | Bandera del País Vasco             | 2 – 1     | Bandera de Cantabria               | Racing de Santander  | Jornada 7  |
| 2/10/2022  | Yuri              | 3 - 1, 71'   | Deportivo Alavés     | Bandera del País Vasco             | 3 – 1     | Bandera de Castilla y León         | S. D. Ponferradina   | Jornada 8  |
| 9/10/2022  | Rúben Vezo        | 0 - 1, 46'   | Levante U. D.        | Bandera de la Comunidad Valenciana | 0 – 1     | Bandera de Cantabria               | Racing de Santander  | Jornada 9  |
| 5/11/2022  | Mika Mármol       | 0 - 1, 57'   | F. C. Andorra        | Bandera de Andorra                 | 0 – 1     | Bandera de Cantabria               | Racing de Santander  | Jornada 15 |
| 18/11/2022 | Antonio Cristián  | 4 - 0, 87'   | Granada C. F.        | Bandera de Andalucía               | 4 – 0     | Bandera de Castilla-La Mancha      | Albacete Balompié    | Jornada 16 |
| 26/11/2022 | Erik Morán        | 1 - 0, 58'   | Málaga C. F.         | Bandera de Andalucía               | 1 – 0     | Bandera de Castilla y León         | S. D. Ponferradina   | Jornada 17 |
| 27/11/2022 | Miguel Atienza    | 1 - 2, 90'   | Burgos C. F.         | Bandera de Castilla y León         | 2 – 2     | Bandera de Aragón                  | Real Zaragoza        | Jornada 17 |
| 3/12/2022  | Carlos Izquierdoz | 0 - 1, 26'   | Sporting de Gijón    | Bandera de Asturias                | 0 – 1     | Bandera de Canarias                | U. D. Las Palmas     | Jornada 18 |
| 4/12/2022  | Rubén Pulido      | 2 - 1, 90+2' | S. D. Eibar          | Bandera del País Vasco             | 2 – 1     | Bandera de Aragón                  | S. D. Huesca         | Jornada 18 |
| 14/1/2023  | Pablo Íñiguez     | 2 - 2, 71'   | Villarreal C. F. "B" | Bandera de la Comunidad Valenciana | 2 – 3     | Bandera de Aragón                  | Real Zaragoza        | Jornada 23 |
| 22/1/2023  | Óscar Whalley     | 1 - 2, 67'   | C. D. Lugo           | Bandera de Galicia                 | 1 – 2     | Bandera de la Comunidad Valenciana | Villarreal C. F. "B" | Jornada 24 |
| 19/2/2023  | Flavien Boyomo    | 1 - 1, 90+2' | Burgos C. F.         | Bandera de Castilla y León         | 1 – 1     | Bandera de Castilla-La Mancha      | Albacete Balompié    | Jornada 28 |
| 26/2/2023  | Paris Adot        | 2 - 0, 79'   | U. D. Las Palmas     | Bandera de Canarias                | 2 – 0     | Bandera de Castilla y León         | S. D. Ponferradina   | Jornada 29 |
| 5/3/2023   | Alex Pașcanu      | 0 - 2, 51'   | S. D. Ponferradina   | Bandera de Castilla y León         | 0 – 3     | Bandera de la Región de Murcia     | F. C. Cartagena      | Jornada 30 |
| 1/4/2023   | Allan Nyom        | 1 - 3, 90+1' | C. D. Leganés        | Bandera de la Comunidad de Madrid  | 1 – 3     | Bandera de la Región de Murcia     | F. C. Cartagena      | Jornada 34 |
| 9/4/2023   | Anaitz Arbilla    | 0 - 1, 66'   | S. D. Eibar          | Bandera del País Vasco             | 1 – 1     | Bandera de la Comunidad Valenciana | Levante U. D.        | Jornada 35 |
| 15/4/2023  | David Goldar      | 2 - 2, 90'   | Burgos C. F.         | Bandera de Castilla y León         | 2 – 2     | Bandera de Castilla y León         | S. D. Ponferradina   | Jornada 36 |
| 30/4/2023  | Abel Bretones     | 0 - 2, 31'   | Real Oviedo          | Bandera de Asturias                | 3 – 2     | Bandera de Castilla y León         | S. D. Ponferradina   | Jornada 38 |
| 30/4/2023  | Gustavo Blanco    | 1 - 1, 71'   | Granada C. F.        | Bandera de Andalucía               | 1 – 1     | Bandera del País Vasco             | S. D. Eibar          | Jornada 38 |
| 13/5/2023  | Darío Poveda      | 1 - 0, 27'   | Real Zaragoza        | Bandera de Aragón                  | 2 – 0     | Bandera de la Región de Murcia     | F. C. Cartagena      | Jornada 40 |
| 14/5/2023  | Higinio Marín     | 1 - 1, 27'   | Albacete Balompié    | Bandera de Castilla-La Mancha      | 1 – 1     | Bandera del País Vasco             | Deportivo Alavés     | Jornada 40 |
| 20/5/2023  | Kiko Olivas       | 1 - 3, 37'   | F. C. Cartagena      | Bandera de la Región de Murcia     | 1 – 4     | Bandera de Canarias                | U. D. Las Palmas     | Jornada 41 |
| 27/5/2023  | Jonathan Dubasin  | 0 - 1, 49'   | Albacete Balompié    | Bandera de Castilla-La Mancha      | 2 – 1     | Bandera de Castilla y León         | C. D. Mirandés       | Jornada 42 |
| 27/5/2023  | Sergio Postigo    | 0 - 1, 59'   | Levante U. D.        | Bandera de la Comunidad Valenciana | 2 – 1     | Bandera de Asturias                | Real Oviedo          | Jornada 42 |
| 28/5/2023  | Leonel Miguel     | 0 - 1, 12'   | Sporting de Gijón    | Bandera de Asturias                | 1 – 4     | Bandera de Castilla y León         | S. D. Ponferradina   | Jornada 42 |